# Musique militaire
Les musiques militaires existent essentiellement depuis la seconde moitié du XVIIe siècle, c'est-à-dire à l’époque de Louis XIV (1643-1715) dans le royaume de France et en Europe en général. Elles donnent du faste au cérémonial militaire (escortes royales, les parades et les défilés) et entretiennent un répertoire musical collectif. La musique militaire est parfois confondue avec les sonneries ou les tambours de la céleustique (musique d'ordonnance) qui concerne plus spécialement les répertoires de signaux pour la transmission des ordres, mais qui utilise aussi des instruments de musique (tambour, trompette, clairon…).

## Evolution de la musique militaire

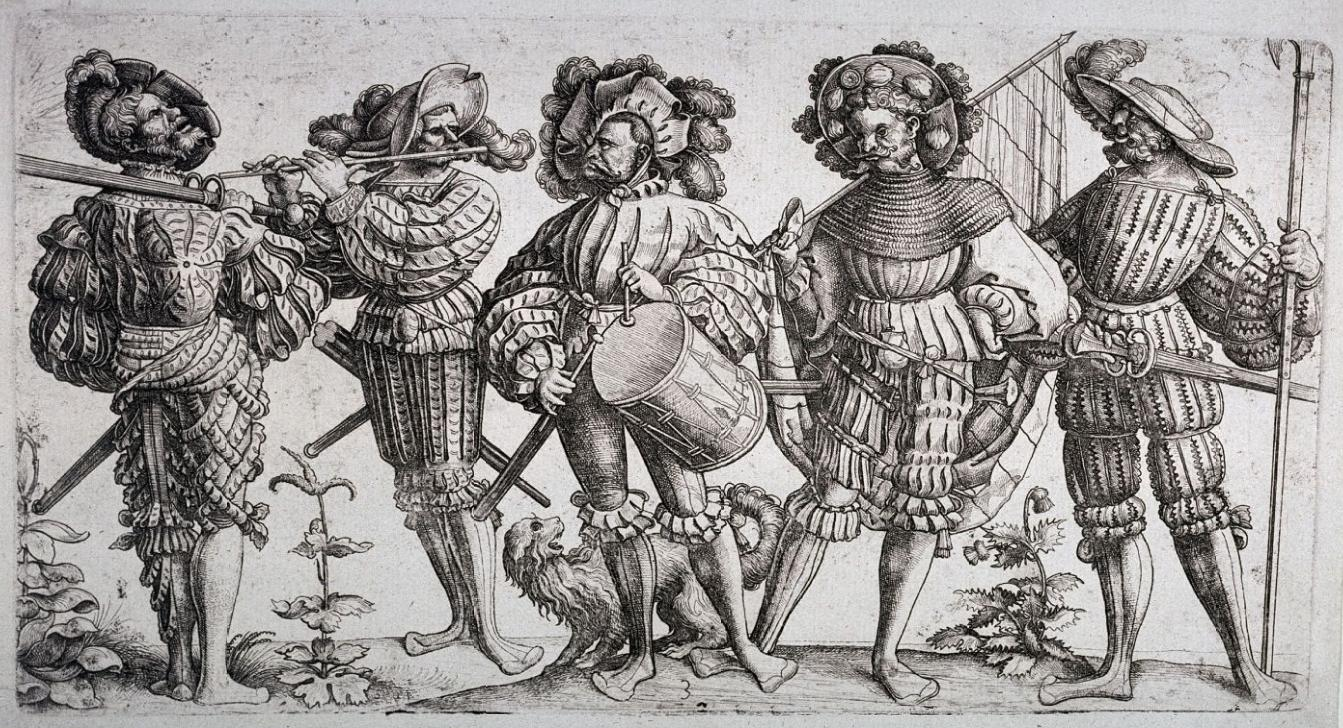
Lansquenets du XVIe siècle, remarquez le fifre et le tambour (2e et 3e à partir de la gauche). Gravure de Daniel Hopfer, vers 1530.

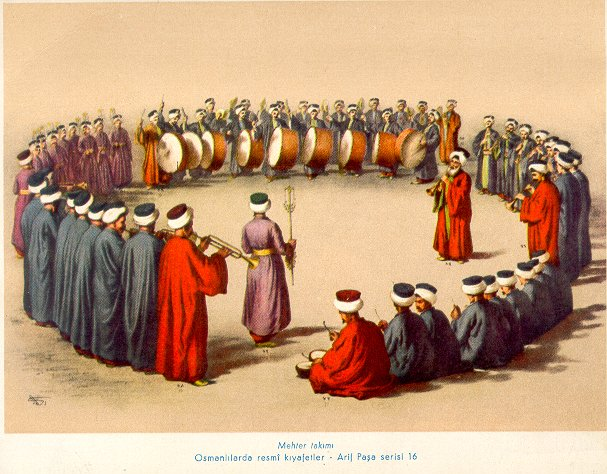
Mehter takımı, image de 1839 : au fond au centre joueur de davul, au fond à droite joueur de zurna. A gauche, trompettiste avec ', assis devant : tambour à godets joué par paires nakkare. Le joueur de zurna vêtu de rouge à l'intérieur du cercle est l'un des deux chefs d'orchestre.

La musique militaire s'est développée dès les premiers temps de l'histoire militaire. Dès l'Antiquité, les instruments à vent et les tambours, audibles de loin, étaient des moyens de signalisation et de communication indispensables à la conduite de la guerre pour transmettre les ordres de mouvement. Au Moyen Âge, la musique de signalisation à usage purement militaire, destinée à transmettre des ordres pour le déplacement sur le champ de bataille et le combat, est devenue un élément de la cérémonie à la cour ; les visiteurs étaient par exemple accueillis par des sonneries de fanfare qui permettaient de reconnaître leur rang.
À partir du XVIe siècle environ, on commença à distinguer deux groupes principaux de musiciens militaires : les tambours et les fifres (appelés "spil" en allemand), musiciens des troupes à pied, et les timbaliers et trompettistes, musiciens de la cavalerie, mieux lotis. On veut voir parfois une influence orientale dans l'évolution des instruments militaires européens. Elle est incontestable à la fin du XVIIe (timbales) et au XVIIIe (cymbales et chapeau chinois), mais se limite à quelques instruments à percussion. Avant l'arrivée de Giuseppe Donizetti, les Turcs n’écrivent pas la musique et n’ont donc pas d’archives musicales. La guerre de Trente Ans (1618-1648) a également marqué une étape importante dans l'évolution de la musique militaire, puisque c'est à cette occasion que la musique de marche militaire a pris toute son importance en tant que signe distinctif de certaines formations et pour encourager les soldats au combat. Cette nouvelle fonction de la musique militaire est liée à l'introduction de l'exercice militaire et du drill d'armes. Les guerres du XVIIe et du XVIIIe avec l’accroissement des effectifs amènent le développement des distractions aux armées avec la musique et le théâtre. Le hautbois est introduit sous Louis XIV qui installe sa musique de plein air dans la Grande Écurie du château de Versailles. Sur ce modèle, pour le prestige et le recrutement, les colonels chefs de corps des régiments financent des orchestres composés de musiciens gagistes qui entraîneront la règlementation de 1766 introduisant les orchestres régimentaires dans l'armée française.
Au XIXe siècle, la musique militaire a encore été développée, notamment en ce qui concerne l'instrumentation des orchestres militaires, la professionnalisation des musiciens et l'élargissement du répertoire. De nombreuses fanfares militaires pouvaient également se produire en orchestre à cordes dans la salle de bal ou dans des salles plus petites. Il était devenu courant que les violonistes jouent également du saxophone. Ainsi, les orchestres militaires faisaient de plus en plus concurrence aux orchestres de danse. Alors que Johann Strauss fils travaillait tout à fait indépendamment de la musique militaire depuis le milieu du 19e siècle, Franz Lehár commença sa carrière dans la musique militaire à la fin du 19e siècle.
Aujourd'hui, outre son rôle classique d'accompagnement des cérémonies militaires, la musique militaire est également un élément essentiel des relations publiques des forces armées modernes. Les concerts et les tournées nationales et à l'étranger avec un répertoire varié témoignent de la diversité des musiciens. Ainsi, les corps de musique ne se présentent plus seulement comme un orchestre d'harmonie en formation de défilé, mais aussi en formation symphonique ou en big band, reflétant ainsi l'influence des années 1970.

## Antiquité

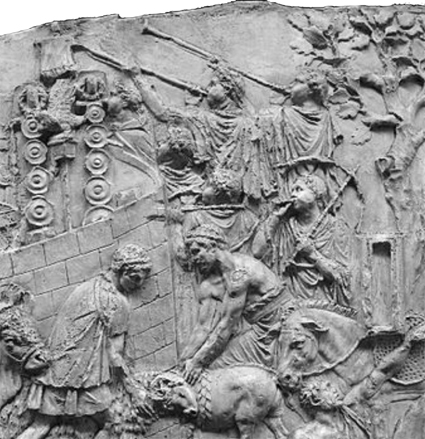
Armée romaine, trompettes (tubicines) et cors (bucinatores). Détail de la colonne Trajane.

Les anciennes armées chinoises évoquent l'emploi d'instrument de musique que l'on retrouve chez les Asiatiques (Japonais, Coréens, Mongols…), comme chez les Hindous. Toutes les armées de l'Antiquité attestent l'existence de musiques. Mais le rôle principal de ces instruments est la transmission des ordres, l'entretien de la cohésion et l'intimidation de l'ennemi.
Les armées de la Grèce antique utilisent le style dorien (mode de do) ayant un caractère guerrier et estiment que pour qu’un guerrier soit honoré, il devait savoir porter d’une main l’épée et de l’autre, la lyre. Hercule aurait prescrit la musique comme complément des études militaires.
Sous la République, les Romains réservent deux centuries de musiciens dans la répartition du peuple en centuries. Ils font sonner les trompettes pendant le combat pour exciter et entretenir l’ardeur des troupes, ou pour accompagner le cortège des triomphes.
Les Francs en font la même utilisation que les Romains mais ils y ajoutent le retour à des sentiments d’humanité pour séparer les combattants et aboutir à la paix.
La musique a toujours accompagné les soldats au combat, soit pour leur retraite, soit pour clamer la victoire et se retrouve chez les Grecs, les Romains puis les Francs par l’intermédiaire des bardits (nom masculin du XVIIe siècle, emprunté du latin barditus, chant de guerre des anciens Germains).

## Marches militaires

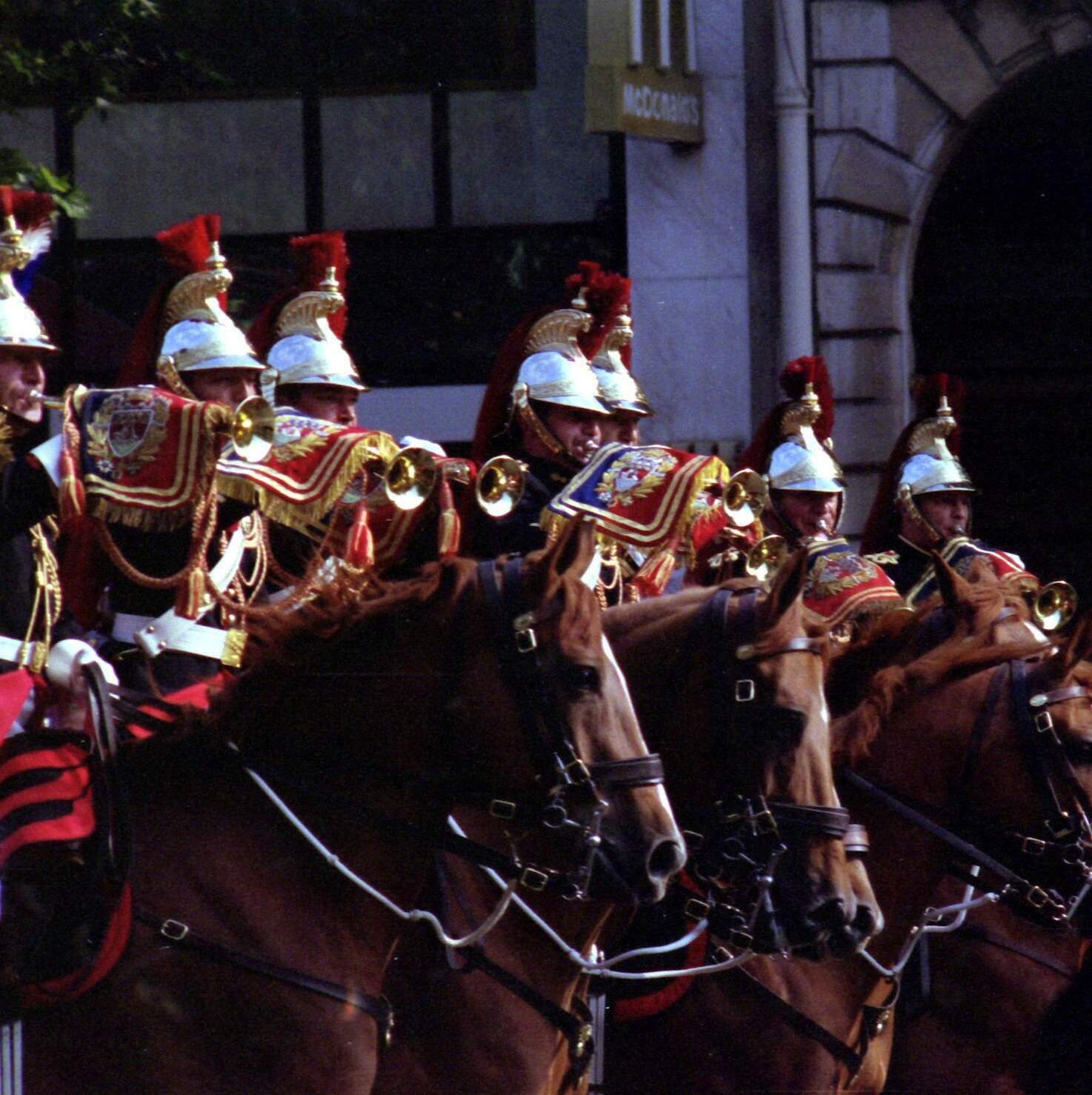
Régiment de musique de cavalerie de la Garde républicaine française.

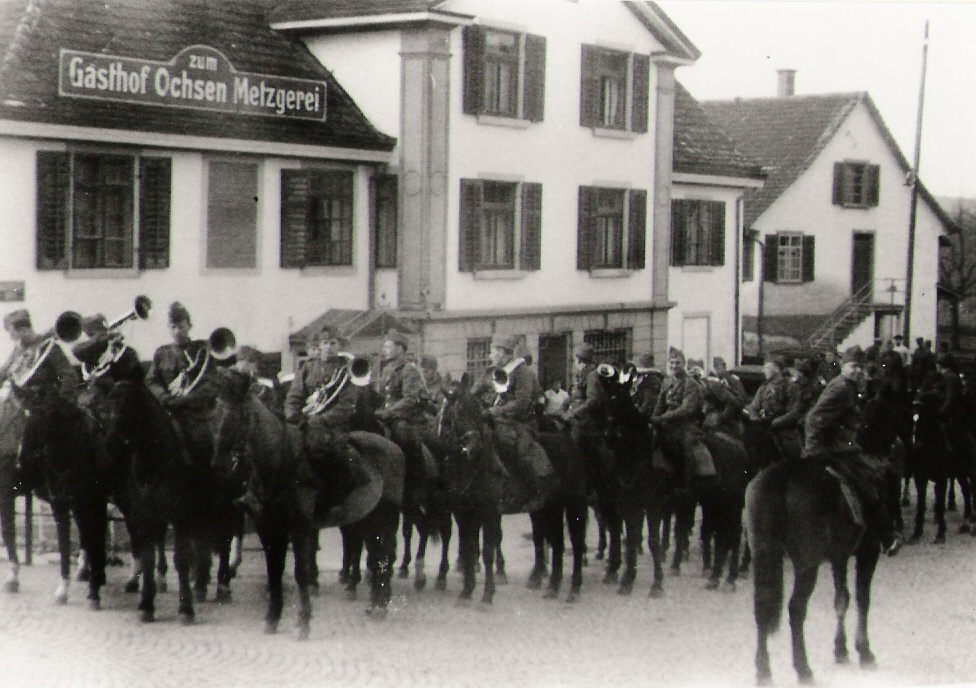
Musique de cavalerie de l'armée suisse en 1937

Ce domaine traditionnel de la musique militaire sert aujourd'hui surtout d'élément de tradition pour préserver la culture musicale de la marche (particulièrement développée en Allemagne et Autriche). En général, chaque formation (en allemand : Verband (Vbd)) d'une armée dispose de ce qu'on appelle une marche militaire (de tradition), oeuvre historique qui symbolise généralement l'histoire de la formation en raison de sa genèse ou de son titre (par exemple, Marche de la 2e D.B. en l'honneur de la 2e division blindée (France)). Dans les armées modernes, ces limites sont toutefois floues, il arrive souvent aujourd'hui que des marches soient attribuées sans discernement comme marches de tradition à des unités nouvellement constituées.
On distingue principalement :
- les marches d'infanterie (généralement en alla breve mesure 4/4, utilisation de petits tambours, de piccolos et de clairons)
- les marches de cavalerie (en allemand : Kavalleriemarsch) (généralement en mesure 6/8, utilisation de timbales et de trompettes naturelles).

Depuis la fin du 19e siècle, on assiste à un échange international croissant de compositions de marches. Par exemple, des marches allemandes sont devenues populaires sous un nouveau titre au Grande-Bretagne et aux USA. L'un des exemples les plus connus est la marche Abschied der Gladiatoren de Hermann Ludwig Blankenburg (en) qui, sous le titre Farewell of the Gladiators, compte parmi les marches militaires les plus connues en Grande-Bretagne. De même, les tournées européennes du roi de la marche américain John Philip Sousa au début du 20e siècle ont influencé les compositeurs européens (Julius Fučík : Uncle Teddy March). Des traductions allemandes officielles ont également été trouvées pour certaines œuvres de Sousa (Stars and Stripes forever est devenu Sous la bannière étoilée).
La différenciation entre les marches (pas ordinaire, pas redoublé... ) d'avant, de défilé et d'assaut, qui était encore courante dans les marches d'infanterie jusqu'à la Première Guerre mondiale et qui se distinguait par le tempo, est aujourd'hui devenue obsolète du fait de l'alignement de tous les tempos sur une vitesse de marche générale.
Une partie importante de la musique de marche militaire est également constituée par ce que l'on appelle les fanfares militaires (Spielmannszüge (de)), qui se composent de petits tambours et de piccolos (fifres) (voir "Spil" ci-dessus). Leur direction rythmique n'incombe pas au chef du corps de musique militaire, mais à un tambour-major avec sa baguette de tambour caractéristique (küs). Ces fanfares sont rattachées au corps de musique de marche, en particulier lors de représentations à l'occasion d'événements militaires (Großer Zapfenstreich en Allemagne, défilé militaire...). Mais elles peuvent aussi être utilisées seules. Outre l'accompagnement rythmique du corps de musique, leur tâche consiste surtout à battre ce que l'on appelle la marche générale. Cette marche, entonnée uniquement par les tambours, sert d'aide à la mesure pour la troupe lors de la marche sans "jeu sonnant" (c.-à-d. lorsque le corps de musique est silencieux). Les marches générales sont différentes dans de nombreux pays ; en Europe, les marches générales allemande, autrichienne et française sont particulièrement caractéristiques. Le chef du corps de musique ordonne la transition entre la marche générale et le jeu sonnant (lié en Allemagne à ce que l'on appelle la Lockmarsch (de)) par un signe avec la baguette.

## Musique militaire en dehors de la musique de marche

### Musique solennelle et religieuse

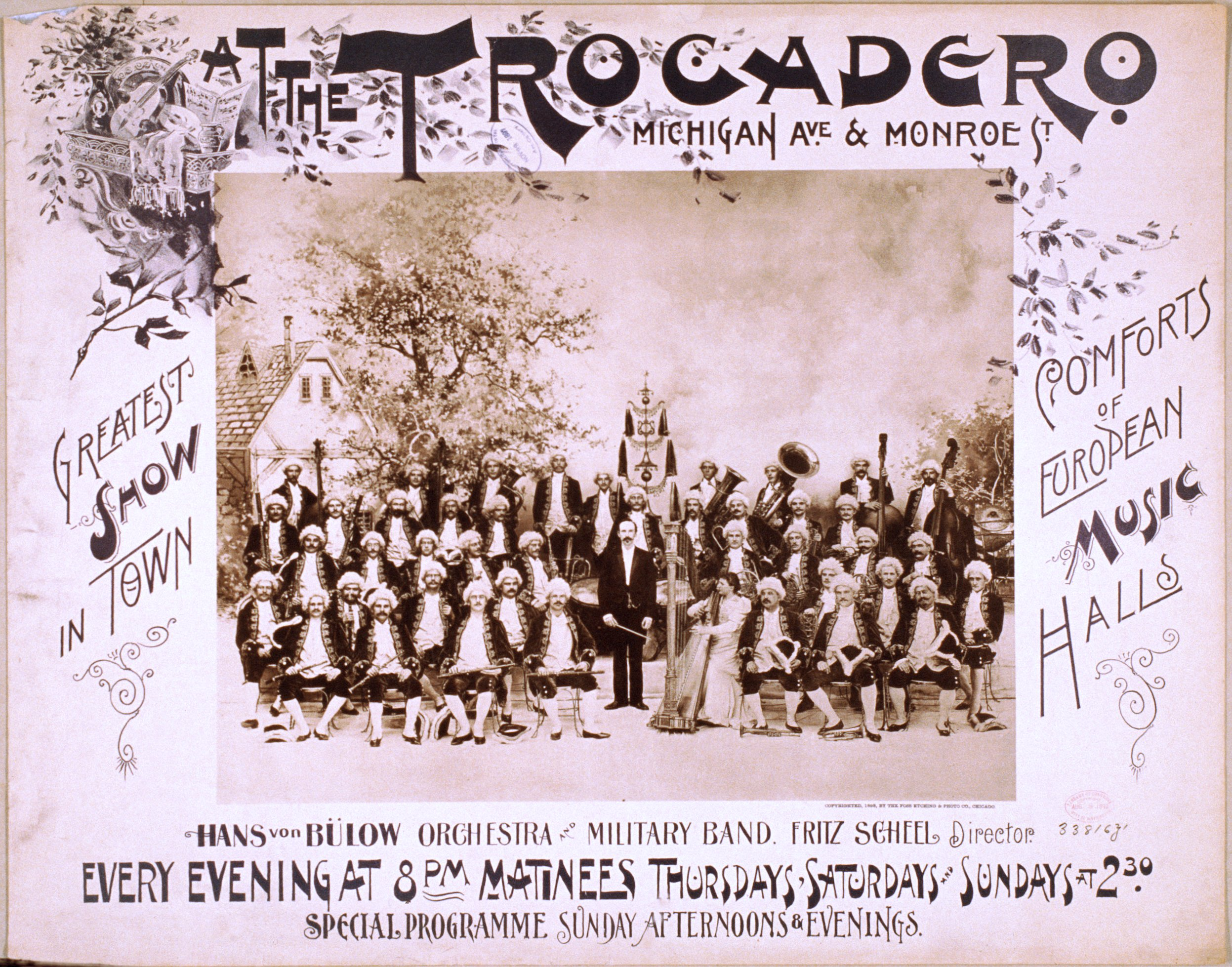
Hans von Bülow à la tête d'un orchestre militaire lors d'une tournée aux États-Unis au 19e siècle.

Outre la musique de marche, c'est surtout l'exécution de morceaux de musique solennels et portés qui fait partie intégrante du cérémonial militaire (par exemple lors des vœux ou du Großer Zapfenstreich). Il s'agit avant tout de chorals, souvent accompagnés de textes religieux, qui datent de l'époque où la prière du matin ou du soir des soldats faisait encore partie du service régulier. Aujourd'hui, l'interprétation de ces morceaux n'est plus considérée comme une invitation, mais uniquement comme une occasion de prier pour toutes les confessions essentiellement dans les pays anglo-saxons. Ce point est souvent à l'origine des revendications de groupes laïques visant à retirer ce type de musique du cérémonial militaire, car il est perçu comme une atteinte à la liberté de croyance.
La tradition de la musique militaire allemande a conservé principalement trois œuvres de ce genre :
- Altländische Dankgebet (de) de Adrianus Valerius.
- Ich bete an die Macht der Liebe (de) (Je prie pour le pouvoir de l'amour) par Dmitri Bortnianski
- Prière militaire bavaroise de Johann Kaspar Aiblinger

### Chant de marche
Les chants qui sont chantés par des soldats (généralement en marche), même sans accompagnement instrumental, sont appelés « chants de marche ». Les mélodies sont souvent des trios (de) de marches militaires connues, mais il existe également de nombreuses mélodies originales. Les chansons de marche connues en Allemagne sont par exemple :
- Erika (Auf der Heide blüht ein kleines Blümelein).
- Westerwaldlied.
- Les Oies sauvages (Wildgänse bruchen durch die Nacht).

Le sens et le but de ces chants étaient de faciliter la marche des soldats grâce à la distraction musicale, lorsqu'aucun corps de musique ne pouvait assumer cette tâche (par ex.  lors de l'engagement au front ou lors de manœuvres prolongées en dehors de la garnison d'origine). Dans les forces armées modernes, entièrement motorisées, où les marches à pied ne jouent pratiquement plus de rôle, les chants de marche sont surtout utilisés pendant le service formel, afin de faciliter l'apprentissage du pas par les recrues grâce à la cadence de marche.
De nos jours, les chants de marche des armées américaines sont particulièrement populaires, notamment ceux de l' United States Marine Corps et de la 82nd Airborne Division.

### Musique de divertissement
En l'absence de médias de masse modernes pour diffuser la musique de divertissement, les représentations des musiques militaires dans les restaurants, les parcs ou d'autres lieux publics étaient, jusque dans les années 1930, étaient l'une des rares occasions où même les gens ordinaires pouvaient avoir accès à une musique de qualité, tous styles confondus, mais les classes supérieures s'enthousiasmaient également pour ces concerts publics . Outre la musique de danse comme la valse ou la polka, le répertoire des orchestres comprenait également des tubes et des œuvres classiques. Du point de vue de l'histoire de la musique, il est intéressant de noter que les formations des fanfares militaires et leurs partitions respectives ont également influencé les groupes de musique civils. La diffusion d'instruments comme le sousaphone ou le saxophone est à mettre au compte de ces phénomènes.
De nos jours, ce type de prestations ne suscite plus guère d'intérêt général, même si les corps de musique s'efforcent de plus en plus d'inclure dans leur répertoire de la musique de divertissement moderne, pour autant que cela ne soit pas d'emblée impossible en raison de la création musicale par informatique, aujourd'hui largement répandue dans le milieu musical.

## Musique militaire internationale

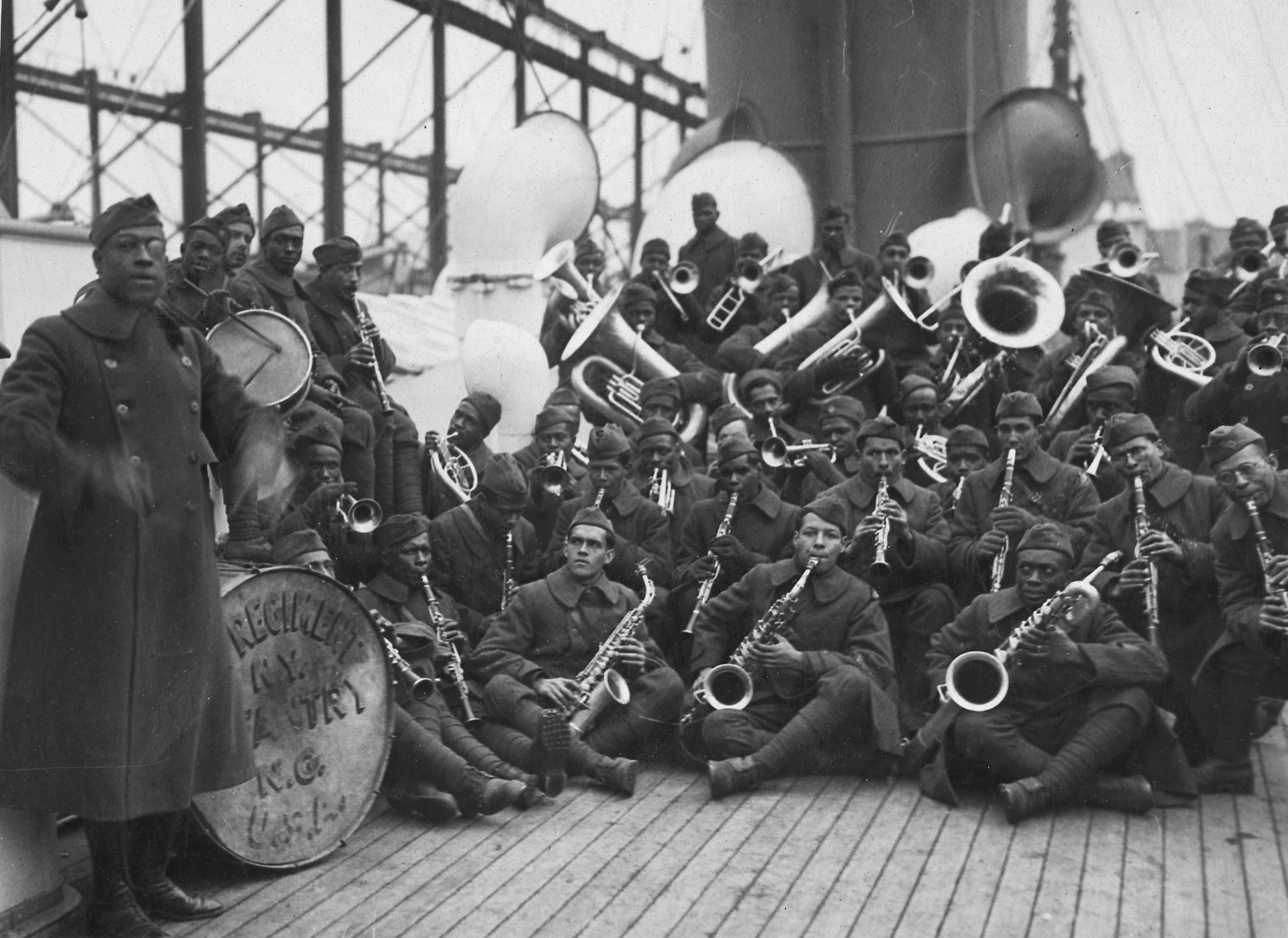
James Reese Europe avec le Hellfighters Band (afro-américain) du 369e régiment d'infanterie des Etats-Unis, de retour d'Europe (1919).

En raison des mêmes nécessités militaires (voir Développement de la musique militaire), des musiques militaires ont été créées au fil du temps dans toutes les armées du monde, mais elles diffèrent bien sûr parfois considérablement les unes des autres en raison de conditions culturelles et historiques différentes.
Dans la musique militaire européenne, les musiques française, anglaise, prussienne, autrichienne et russe sont très importantes. Ces États ont développé une variété particulière de pièces composées spécialement pour les orchestres militaires, une variété qui est aujourd'hui inégalée dans le monde. Comme les compositeurs classiques ont également écrit des œuvres pour la musique militaire ou ont exercé une influence sur les musiciens militaires, ces créations sont généralement d'une très grande qualité musicale.
En France, la musique militaire (en raison de la centralisation précoce du pays et de la création d'une armée permanente à partir de 1650) a rapidement trouvé une organisation rigoureuse et s'est développée à peu près en même temps que l'occupation des musiques prussiennes décrite ci-dessous. Les musiques militaires françaises ont conservé jusqu'à nos jours un style très dur, proche de la fanfare, souligné par la particularité du pas redoublé (marche générale) français. En Angleterre, la musique classique a toujours joué un rôle important dans la musique militaire, la plupart du temps des morceaux éloignés de la discipline étaient simplement repris et réécrits pour les formations de la musique militaire. Les œuvres de Georg Friedrich Haendel, en particulier, jouent encore aujourd'hui un rôle très important. Leur style reste aujourd'hui encore plutôt doux et mélodique.

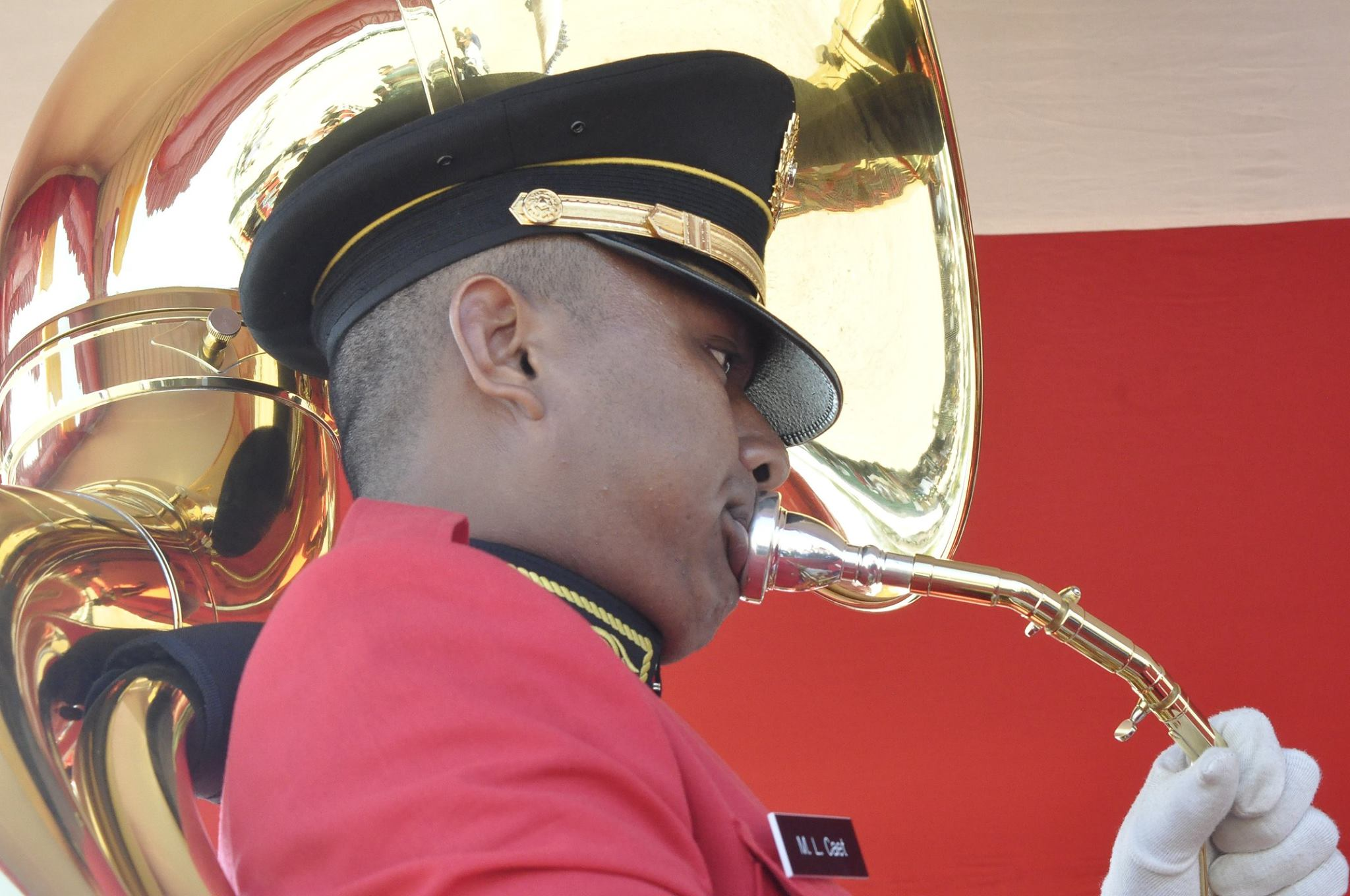
Musique militaire lors de la célébration de la Journée de l'Indépendance du Timor oriental (2015).

Par le biais des empires coloniaux de l'Angleterre et de la France, ces deux styles se sont répandus dans une grande partie du monde et constituent toujours la base de la tradition musicale dans les États concernés, bien qu'ils soient désormais indépendants -. Ainsi, la musique militaire des USA repose encore aujourd'hui sur les traditions britanniques (les corps de musique connaissent encore le pas cadencé lent et décalé des régiments britanniques). Pendant la Guerre civile américaine, presque chaque régiment des deux armées et de la milice avait sa propre fanfare. Parmi les compositeurs et chefs d'orchestre importants de l'époque, on peut citer Claudio S. Grafulla (en) et Harvey B. Dodworth. John Philip Sousa, le roi de la marche américaine d'origine portugaise et bavaroise, a ensuite permis à la musique militaire des États-Unis de trouver son propre style vers 1900, et ses œuvres uniques constituent encore aujourd'hui la base de la musique locale.
Au cours de l'Empire colonial portugais, la Banda da Armada Portuguesa (de) (bande de la marine portugaise) était active en tant qu'ambassadeur culturel de la puissance coloniale du Portugal. Les premiers écrits sur les musiciens de la marine remontent aux journaux de Vasco de Gama. Depuis 1740, une unité musicale permanente est documentée au sein de la marine portugaise, dont le style tend depuis lors vers des influences britanniques.

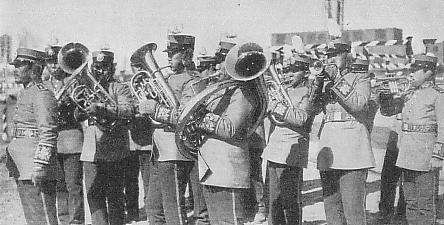
Chapelle militaire de l'Armée du Mandchourie (1934).

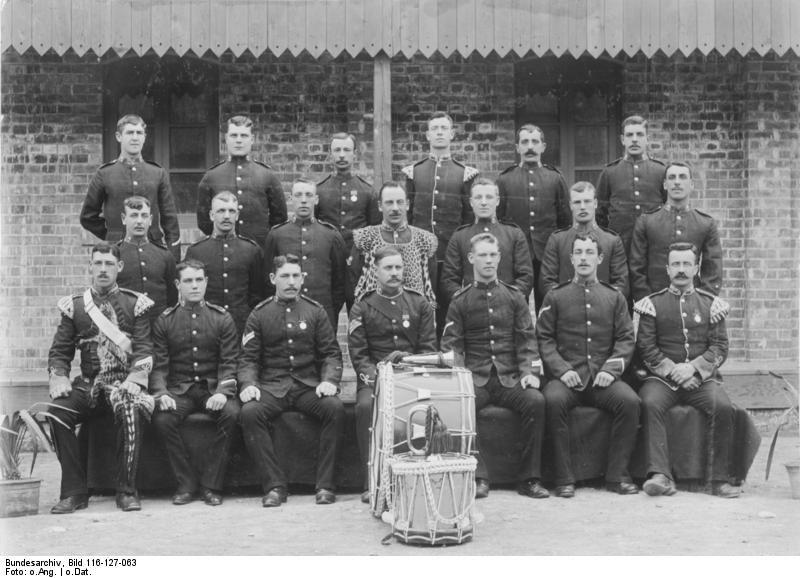
Chapelle militaire allemande à Tsingtau, Chine (1897-1914).

L'orchestre du 3e bataillon naval (de) à Kiautschou connut un tel succès qu'il devint une vitrine culturelle de l'Allemagne en Chine. Les pays asiatiques, qui n'ont pas été influencés par des puissances coloniales, constituent un espace culturel de musique militaire à part. Ici, les sonorités asiatiques et le rythme de la marche se sont unis pour créer des œuvres relativement simples, mais tout à fait significatives.
- Pour l'histoire particulière de la musique militaire arabo-turque, voir Mehter et Musique des janissaires.

En Amérique du Sud, une forte tendance à l'adoption de marches européennes s'est développée au fil des années, en particulier dans l'espace culturel allemand. Ainsi, la Marche de Radetzky ou le Preußens Gloria (Gloria de Prusse) font partie des morceaux souvent entendus lors des défilés militaires. Mais il existe également un éventail d'œuvres originales, influencées par les harmonies espagnoles ou portugaises typiques du pays.
En Afrique, outre l'"effet colonial" évoqué plus haut, il s'est souvent développé une référence significative aux traditions musicales locales. Ainsi, par exemple, les corps de musique nord-africains utilisent des instruments à vent (mizmars) issus de l'espace arabo-turc, dont est issue leur culture. La musique traditionnelle africaine est également de plus en plus présente dans la musique militaire, qui est ainsi maintenue vivante. En Afrique noire, les chants de marche A cappella des bataillons africains, formés à partir des chants populaires locaux, sont connus et appréciés .

## Musique militaire en France

### Royaume de France avant Louis XIV

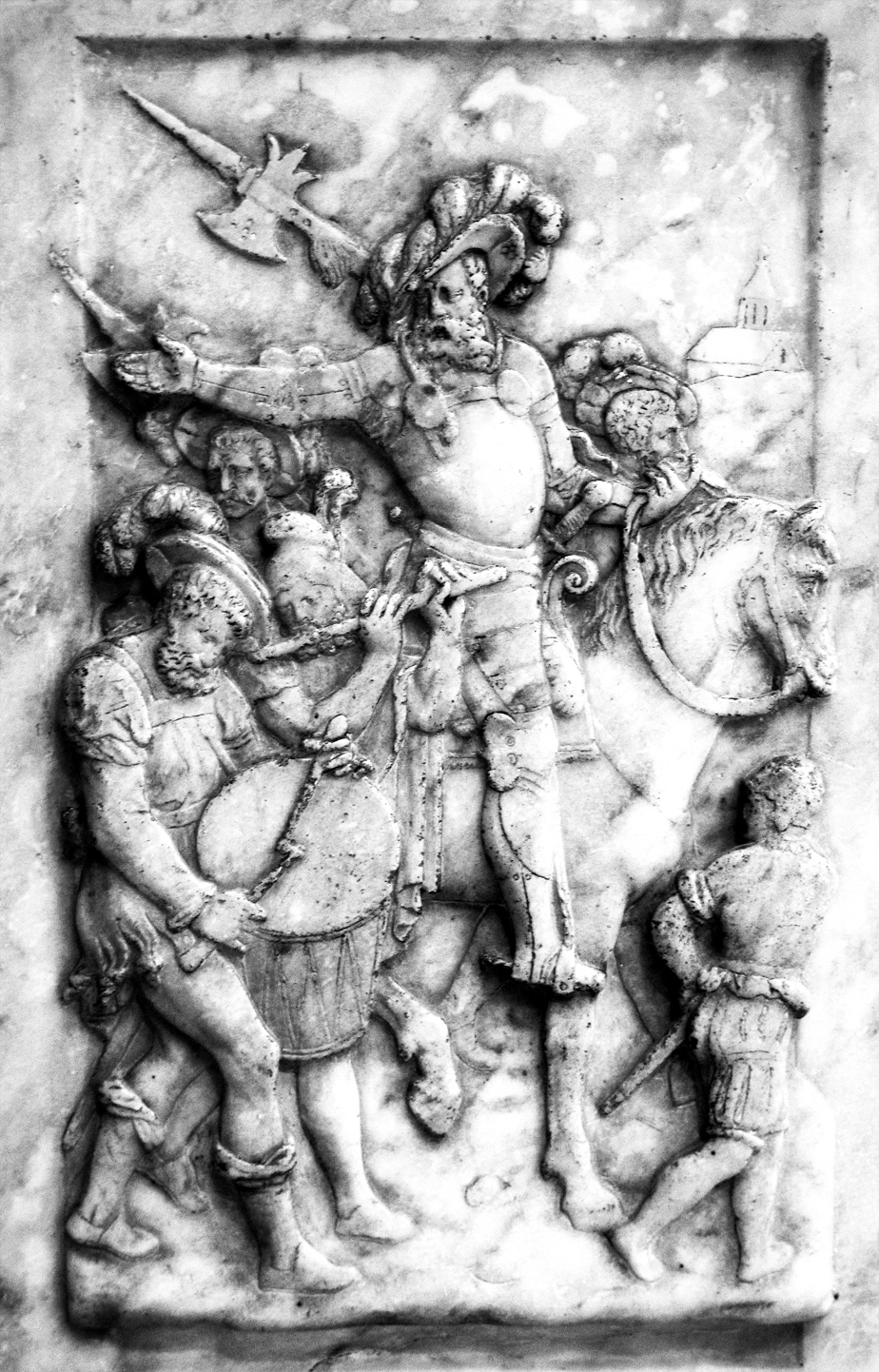
Le tambour et le fifre sont soldés à partir de 1534. Si le tambour transmet des signaux d'ordre, le fifre accompagne les marches avec ses mélodies.

Si les instruments de musique servaient d'abord à transmettre les ordres, c'est la céleustique, les chefs militaires pouvaient être accompagnés de musiciens pour leur distraction et les soldats jouaient de la musique pendant les marches et au campement. Ces musiques ont aussi un rôle démonstratif pour solenniser un défilé de victoire ou l'entrée dans une ville conquise ou libérée… C’est à l’époque des guerres d’Italie, donc sous Charles VIII, Louis XII et François Ier (1494 à 1559) qu’apparaissent les premiers corps de musiciens marchant en tête des troupes. Les tambours, fifres, trompettes et timbales sonnent les signaux de manœuvre et transmettent les ordres.
Quelques percussions, fifres et trompettes composent les embryons de musique militaire. De nombreux chants guerriers ont été créés aux XIVe, XVe et XVIe siècles puisqu’il en existe pratiquement autant qu’il y a eu de campagnes ou batailles.

### Sous Louis XIV
Il faut attendre la réorganisation des armées par Louvois, ministre de Louis XIV, pour parler vraiment de musique militaire. Soucieux du prestige de ses armes, le roi va changer le rôle de ses musiques en en faisant un outil de divertissement et de communication. Certaines formations de la Grande Ecurie jouent en plein air devant la cour et la population. Cet exemple peut être repris par d'autres chefs militaires qui se font accompagner par des musiciens pendant les campagnes. On connaît les violons du prince de Condé au siège de Lérida ou le théâtre du maréchal de Saxe au siècle suivant. 
Les grands compositeurs, Lully, Philidor et Couperin, entre autres, écrivent les premières marches militaires. En plus des instruments traditionnels, ils disposent des flûtes, hautbois et bassons.

### XVIIIesiècle

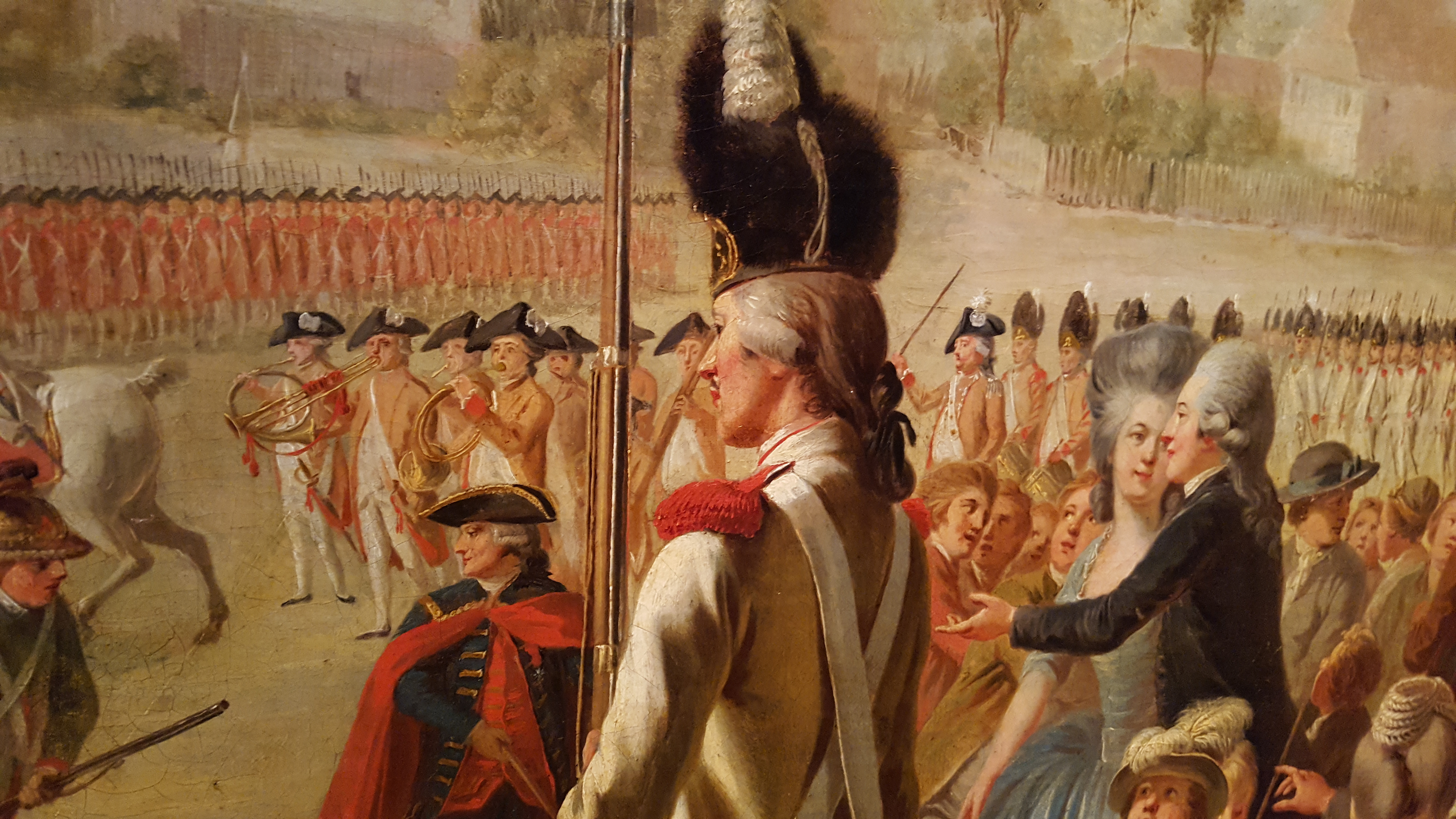
La musique du régiment de Condé lors d'une revue passée par le roi à Strasbourg vers 1780 (détail), Musée historique de Strasbourg.

En 1762, le maréchal de Biron, colonel des gardes françaises, obtient du roi d'y instituer un orchestre de seize musiciens financés sur le budget du ministère. Cette initiative est étendue par une ordonnance du 19 avril 1766 à tous les régiments d'infanterie et confirmée par la réforme de 1788 qui accorde 8 musiciens par régiment. L'obstacle majeur rencontré par ces orchestres de plein air est technique : il n'existe pas d'instruments de musique pour l'exécution en extérieur capables de rendre les sonorités d'un orchestre à cordes. Les progrès dans la factures des fifres, des clarinettes et des trombones au XVIIIe n'apportent pas de solution satisfaisante, d'autant plus que la mode des turqueries augmente le volume sonore des percussions.
La clarinette et le cor enrichissent l’orchestre, ainsi que la percussion. Enfin, les musiques sont chargées de la présentation au drapeau, des parades, des convois dignitaires, défilés, entrées d’honneur ainsi que des messes militaires et parfois, elles ont pour objet de distraire les troupes et sont très appréciées des citadins (relation armée nation).

### Révolution et Empire

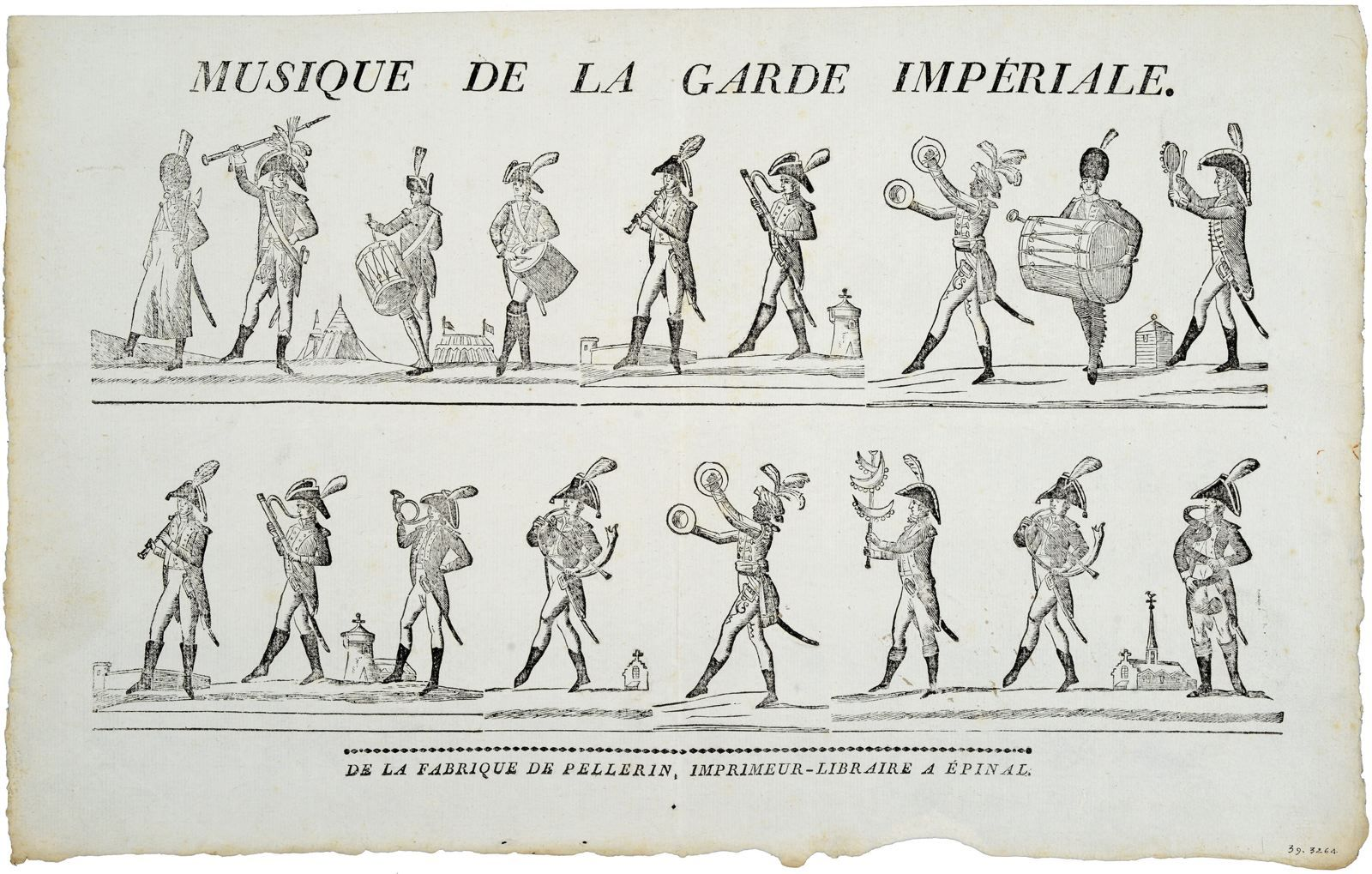
Musique militaire sous le 1er Empire, image d'Epinal. Les percussions (caisse roulante, grosse caisse, chapeau chinois, cymbales, tambour basque) tiennent une part importante au détriment des instruments à vent disparates (basson, serpent, cornet, clarinette, cor). Le tambour-major fait fonction de chef de musique.

Lors de la Révolution, Lazare Carnot entreprend une réorganisation de l’armée et le capitaine Bernard Sarrette fonde la musique de la Garde nationale avant d’instaurer une école gratuite de musique, destinée à former les musiciens militaires. Cette école devient Institut national en 1792 puis Conservatoire de musique de Paris (dirigé par un collège de professeurs).
Les formations musicales deviennent l’instrument du gouvernement, séduisent le peuple et leurs effectifs augmentent. Elles permettent aux compositeurs tels que Gossec, Jadin, Méhul, Catel, Devienne et Grétry d’écrire des œuvres de circonstance, des symphonies, des hymnes. On écrit les premiers pas redoublés à 120 pas par minute.
Le règlement de 1791 conserve les musiciens militaires dont les orchestres sont complétés par des gagistes, plus ou moins nombreux, financés par la caisse des officiers. Le texte confirme l'autorité du tambour-major, qui ne sait pas forcément lire la musique, sur le chef de musique.
Le tambour-major connaît une grande popularité sous le Directoire tandis que sous le Consulat, David Buhl compose les ordonnances de trompettes et ouvre une école de trompettes à Versailles. En fait, la fanfare de la garde municipale de Paris est créée en 1802 mais aussitôt, Napoléon Bonaparte supprime toutes les musiques de cavalerie pour finalement les rétablir en 1804 (sous l’Empire). La fanfare de la garde municipale de Paris devient fanfare à cheval de la Garde.
Les formations militaires poursuivent leur rôle purement militaire, mais également leur relation armée nation. Une bonne musique militaire peut faire aimer le soldat dans les villes de garnison et le plaisir gratuit qu’elle procure aux pacifiques bourgeois les dédommage des petites tracasseries que leur suscitent parfois l’arrivée ou le séjour des troupes. Elles entretiennent un sentiment de concordance et de fraternité.

### Restauration etIIeRépublique

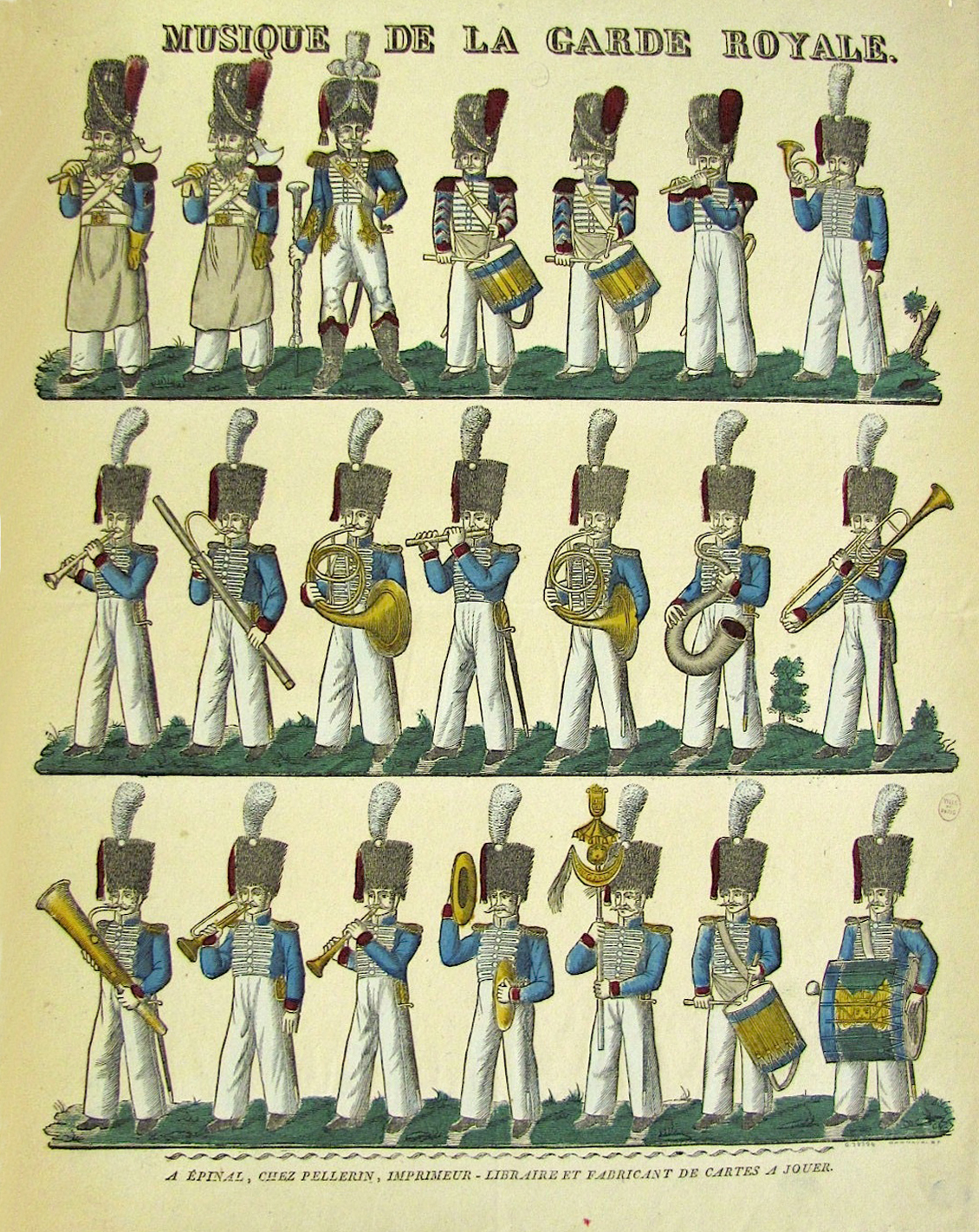
Musique de la garde royale, Restauration. L'instrumentation a évolué avec 2 tambours, une grosse caisse, une caisse roulante, des cymbales, un chapeau chinois pour les percussions et flûtes, clarinette, hautbois, trompette, trombone, cors, cornets, basson, ophicléide, serpent.

La Restauration réorganise les musiques militaires en 1827 en transférant au budget du ministère le financement des gagistes auparavant assuré par la caisse des officiers. Ce changement marque une transformation de leur rôle de distraction des officiers et de prestige de l’unité vers celui d’outil musical de communication de l’armée et à travers elle du pouvoir politique. Cette réforme entraîne la réorganisation des musiques de la marine à Brest et à Toulon qui deviennent les plus anciens orchestres français, après celui de l'Opéra. C'est sur ce modèle qu'est créée la musique Légion étrangère en 1831. La mairie de La Villette, pas encore rattachée à Paris, organise le premier concours de musiques militaires de la région parisienne en juillet 1827, festivité appréciée et qui sera renouvelée pendant des années.
En 1836, le ministère créé un Gymnase musical militaire placé sous la direction de Frédéric Berr et destiné à la formation des bons musiciens et de chefs de musique. Carafa prend la direction du Gymnase en 1838 et va devenir un ardent opposant au projet de réforme de Sax quand celui-ci proposera ses nouveaux instruments.
Le gouvernement instaure également la nomination du chef après un passage devant jury, l’édition d’un journal avec les œuvres recommandées officiellement, l’usage d’un métronome par musique et d’un diapason fixe, l’équipement de boîtes et étuis pour ranger les instruments, et l’attribution d’un facteur spécialisé par musique pour assurer les réparations des instruments.
En 1840, à l’occasion du 10e anniversaire des Trois Glorieuses, Berlioz écrit une œuvre magistrale pour orchestre d’harmonie, la Symphonie funèbre et triomphale. Un cortège s’étale de la Madeleine à la Bastille pour inaugurer la Colonne de juillet tandis que 200 musiciens égrènent la Marche funèbre, 1er mouvement de cette symphonie, sur tout le trajet. Berlioz écrira également un traité d’orchestration. En décembre de la même année, pour le retour des cendres de l'Empereur, Carafa, Adam et Halévy composent des marches funèbres qui sont exécutées durant la cérémonie.
Outre l’apparition du clairon, l’événement le plus important de cette période est la réforme d’Adolphe Sax. En effet, Sax invente une clarinette basse, puis la famille des saxophones et celle des saxhorns, il instaure ensuite l’usage des clés et des pistons. (premier saxophone employé à l’orchestre dans Le Dernier Roi de Judas en 1844). Après un duel mémorable sur le Champ-de-Mars entre les Saxons et les Carafons (musique nouveau modèle contre musique ancien modèle), les instruments de Sax sont adoptés par la réforme des orchestres militaires de 1845. Un grand concert de musiques militaires est organisé sur l'hippodrome de l'Étoile en 1846. La réforme est annulée par la IIe République après la Révolution de 1848.

### IIndEmpire etIIIeRépublique

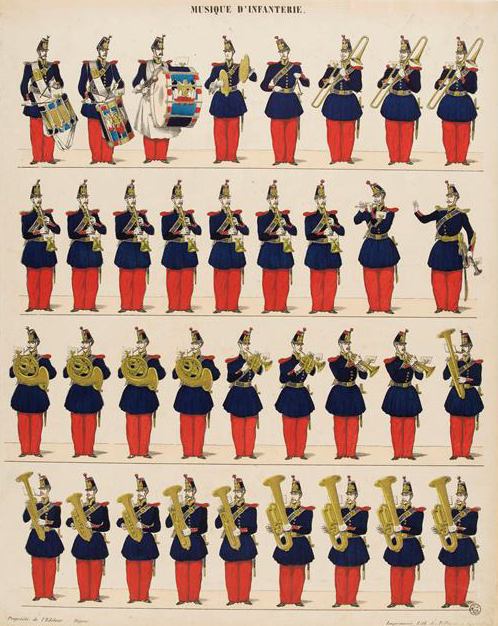
Musique d'infanterie, Second Empire. Les instruments de Sax sont entrés en service et le chef de musique dirige, le tambour-major n'est pas représenté.

Après le test de la Musique des Guides en 1854, le système Sax est définitivement généralisé à tous les orchestres militaires en 1855. En 1854, l’armée française comprend 100 régiments d’infanterie, 54 de cavalerie, 16 d’artillerie, tous dotés de leur musique régimentaire, sans compter les unités d’Afrique. Ces orchestres donnent trois concerts par semaine dans les kiosques à musique construits par les municipalités, offrant des concerts gratuits à la population qui devait jusque-là payer pour écouter de la musique.
En 1848, Paulus édifie les bases de la musique de la Garde avec 12 trompettes. L’effectif passera à 55 musiciens en 1852, date des débuts officiels de cette formation qui deviendra en 1871 : musique de la Garde républicaine.

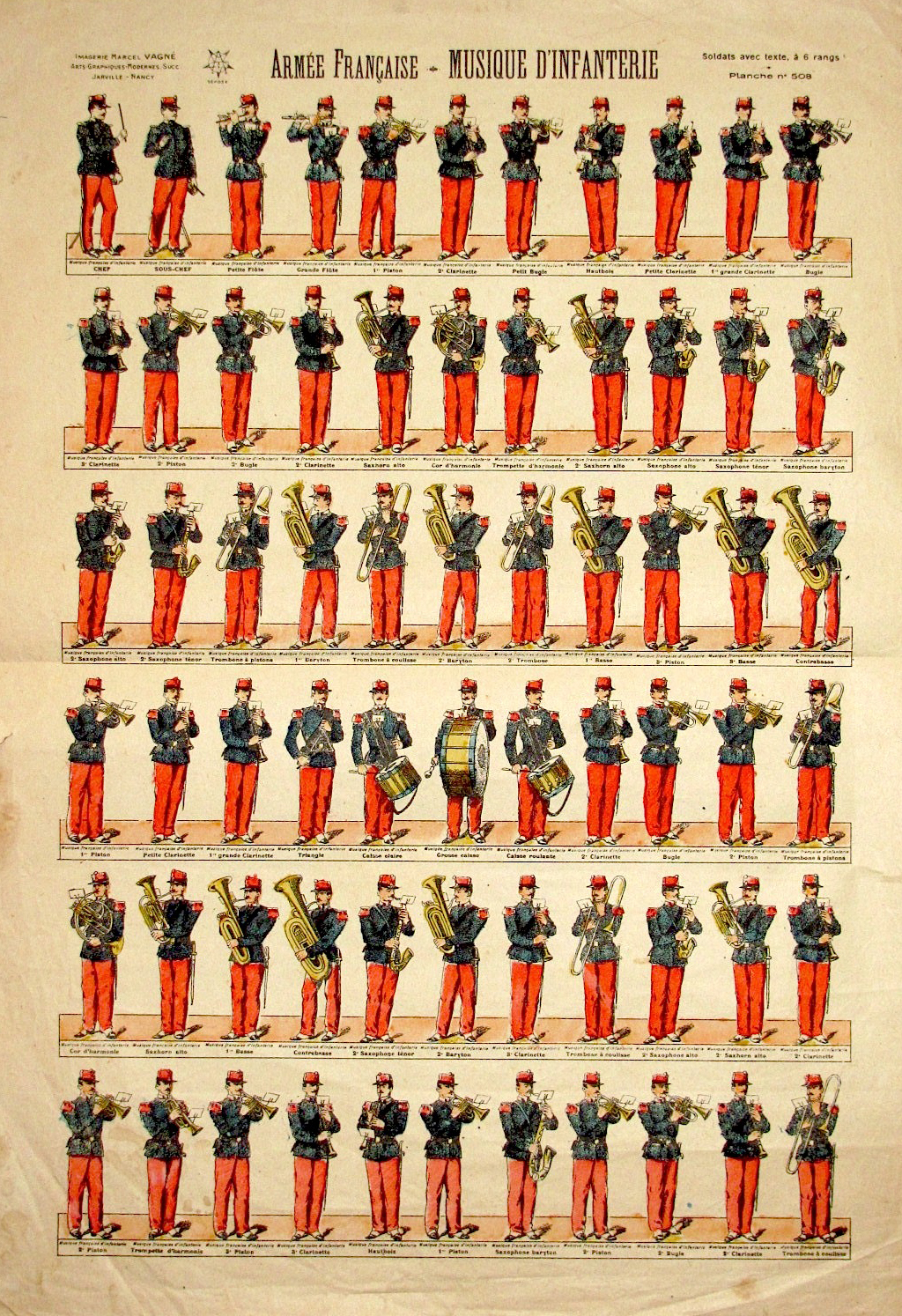
Musique d'infanterie, 3e République.

Le Gymnase musical militaire disparaît en 1856 quand des classes militaires sont créées au Conservatoire. Le premier concours pour la désignation de chefs de musique militaire est organisé par le ministère en 1855.
Les campagnes militaires (Crimée, Italie, Mexique) coûtent cher et les restrictions budgétaires amènent une diminution des effectifs des orchestres en 1860 et la suppression des musiques de cavalerie et de la musique des Guides en 1867, après le premier concours international des musiques militaires organisé à Paris en 1867. Il avait été gagné par la musique de la Garde de Paris conjointement avec la musique de Prusse et celle d'Autriche.
Pendant les campagnes du Second Empire, les musiciens militaires deviennent systématiquement brancardiers.
Après la défaite de 1870, il est question de la suppression des orchestres militaires. Puis l’infanterie est dotée par la loi du 13 mars 1875 de 144 régiments de ligne, 30 bataillons de chasseurs, 4 régiments de zouaves, 4 régiments de tirailleurs, 1 régiment de légion étrangère et 3 bataillons d’Afrique. Le règlement organise aussi les musiques avec les dispositions suivantes pour les régiments : 1 chef de musique, 1 sous-chef et 38 musiciens, sauf pour les tirailleurs : 1 chef de fanfare et 20 clairons. Les chasseurs et le bataillon d’infanterie légère d’Afrique se voient dotés d’un sergent-major chef de fanfare et d’un caporal clairon mais pas d’instrumentistes.
L'adoption de la Marseillaise comme hymne national coïncide avec le transfert à Longchamp de la revue militaire qui s'ouvre avec la remise des drapeaux en 1880. La Belle Époque avec ses kiosques à musique utilisés par les orchestres militaires aussi bien que leurs équivalents civils, souvent dirigés et composés d'anciens militaires, organise un véritable maillage du territoire qui diffuse un répertoire musical fait d'adaptations des grands airs d'opéra, d'opérettes, du café-concert ou d'autres morceaux à la mode. Ces festivités gratuites, sans relever d'une politique musicale, opèrent un brassage des populations, entretiennent une convivialité et un lien sociétal qui ont contribué à stabiliser les institutions dans la République.

### XXesiècle

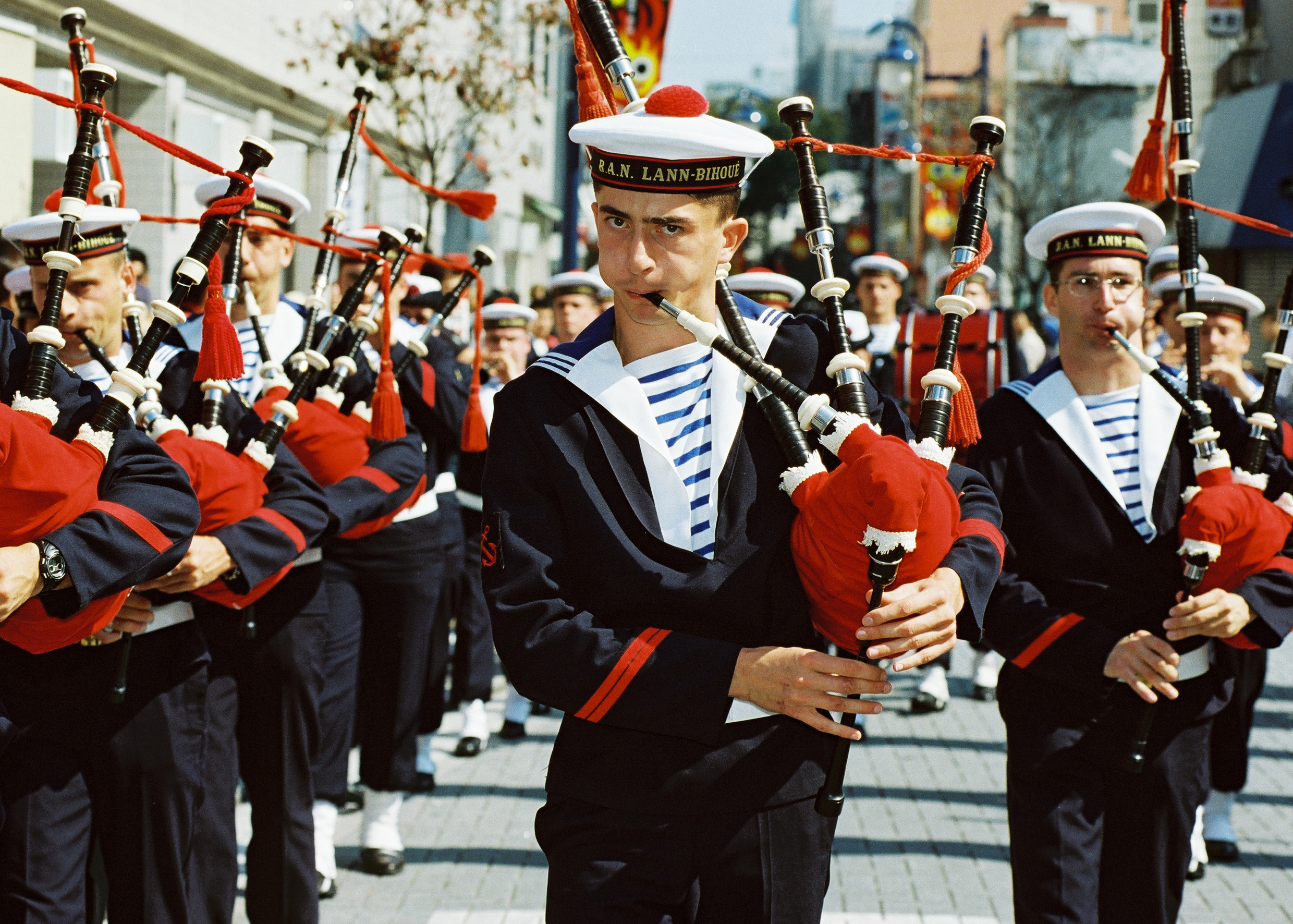
Le Bagad de Lann-Bihoué
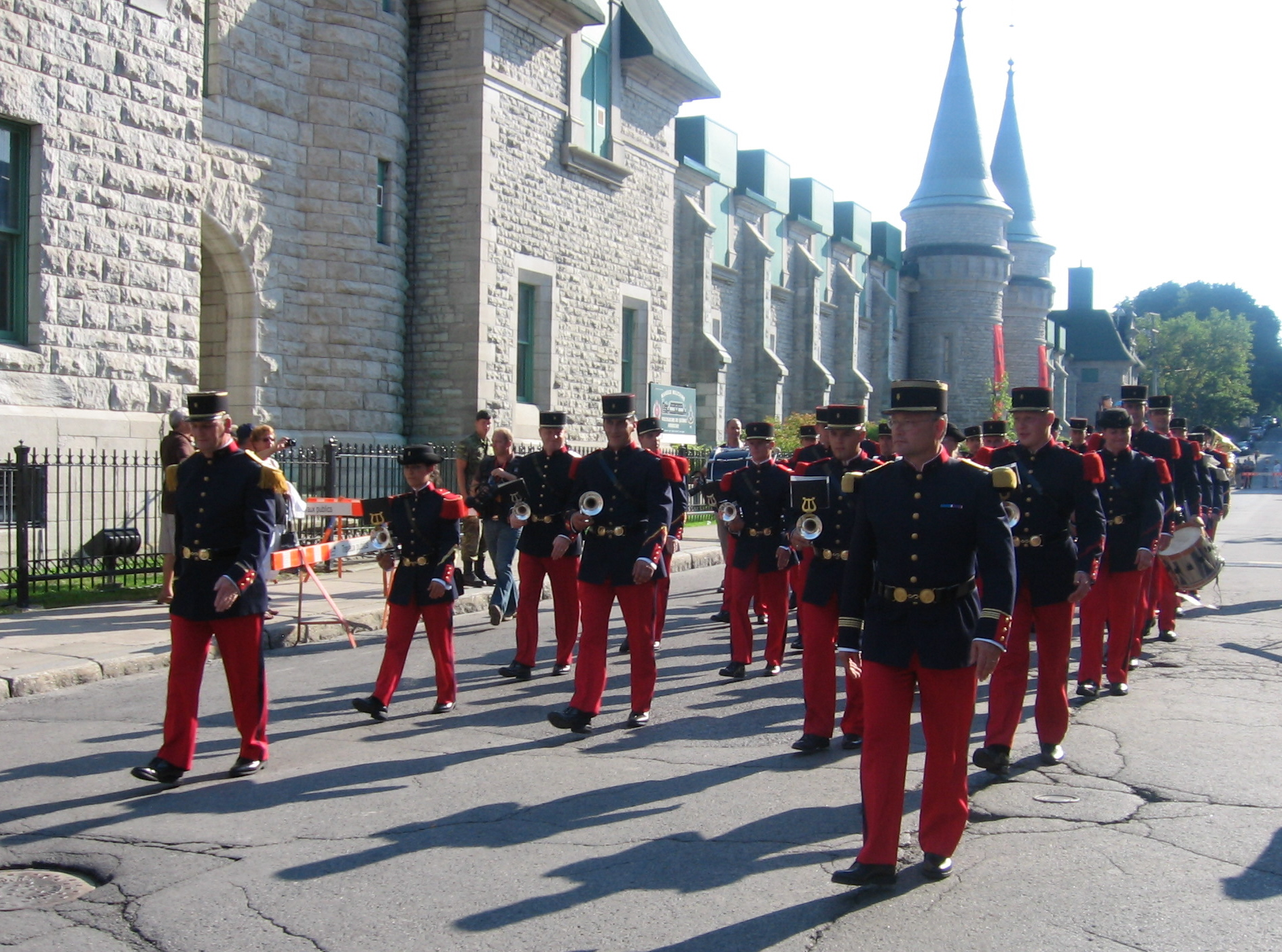
La musique de l'infanterie de Lille.
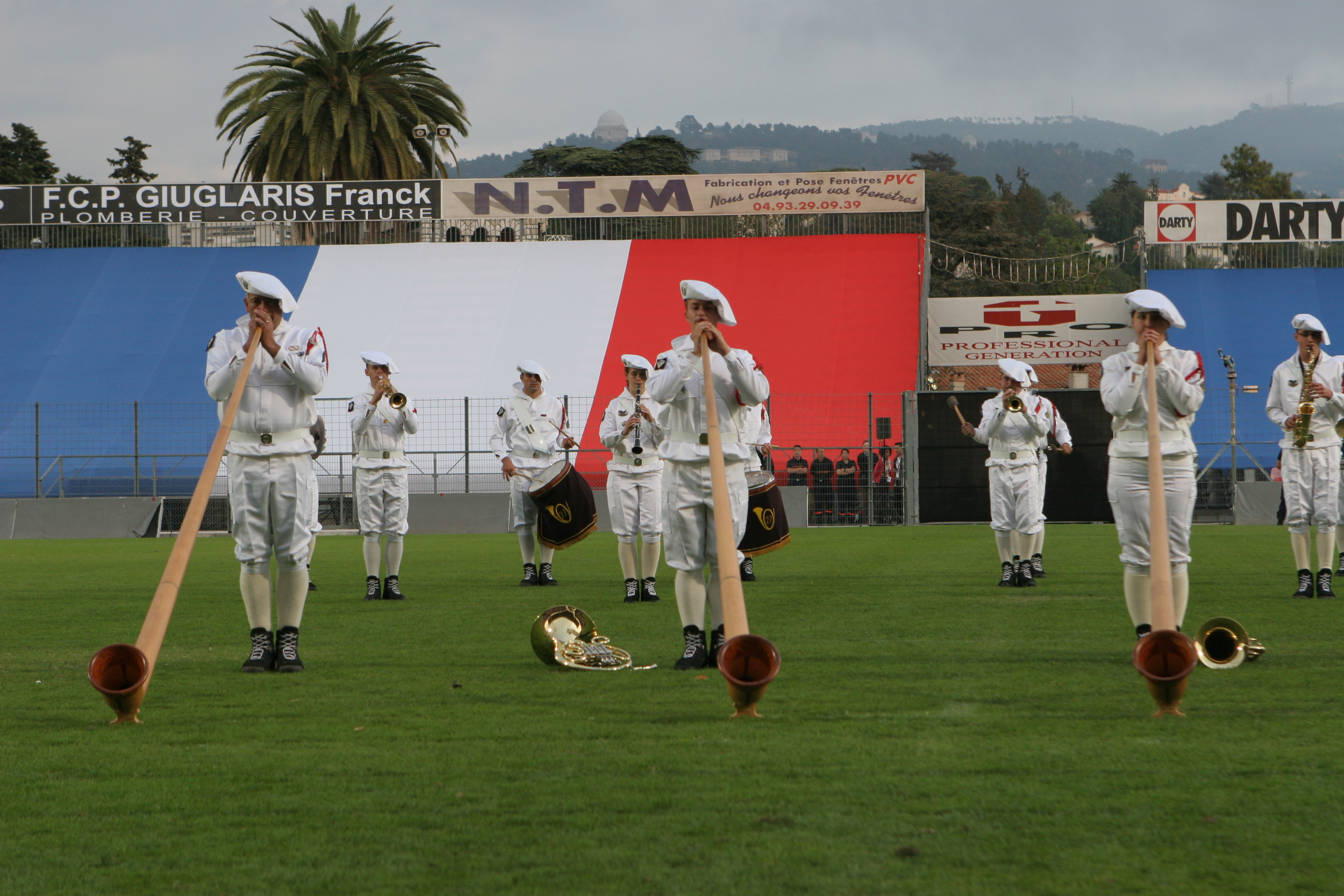
Le cor des Alpes du 27e bataillon de chasseurs alpins
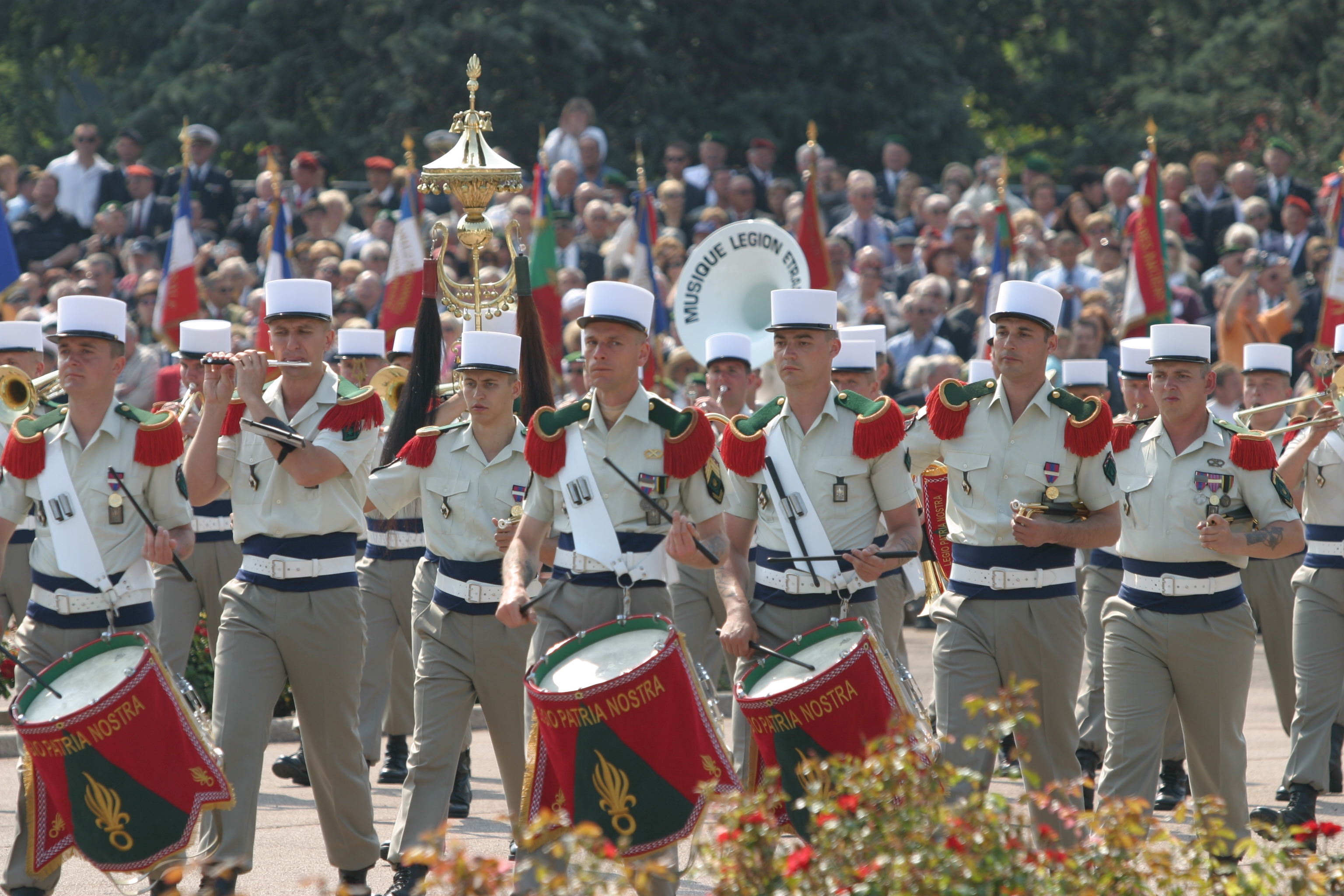
La musique principale de la Légion étrangère
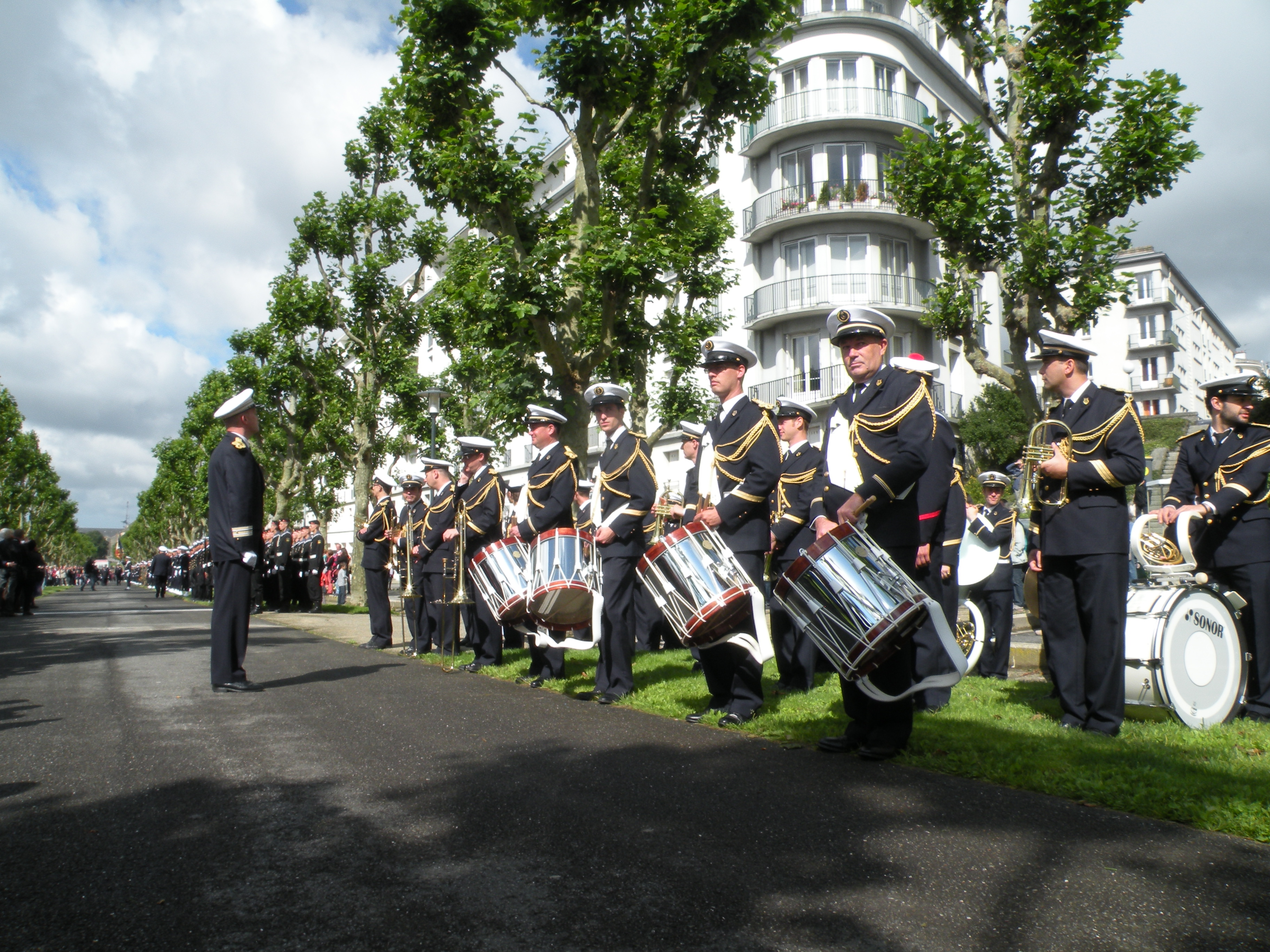
La Musique des équipages de la flotte de Brest.

Au début du XXe siècle, les 163 régiments d’infanterie de l’armée française sont dotés chacun d’une musique composée de 38 exécutants, 1 chef et 1 sous-chef dont la hiérarchie des grades (sous-lieutenant, lieutenant, capitaine) est établie en 1902, avec dès 1928 possibilité d’accéder au grade de commandant sur concours.
Entre les deux guerres, l’effectif des musiciens passe de 38 à 58, une école de sous-chef de musique ouvre ses portes à Courbevoie en 1930, la sonnerie Aux morts composée par Pierre Dupont est jouée pour la 1re fois à l’Arc de triomphe de l'Étoile le 14 juillet 1931, la fanfare de la Garde républicaine (France) voit le jour à Issy-les-Moulineaux en 1934 et la Musique de l’Air est fondée en 1936.
Lors du débarquement du 6 juin 1944, les commandos britanniques de lord Lovat traversent en courant le Pegasus Bridge, au son de la cornemuse de Bill Millin.
Après la Seconde Guerre mondiale, on assiste à la naissance d’un orchestre à cordes de la Garde républicaine destiné surtout aux réceptions à l’Élysée. Et dans les années 1960, l’indépendance des colonies françaises voit la disparition des musiques coloniales, mais une assistance technique est instaurée.
La Marine nationale, qui possédait déjà deux grands orchestres d'harmonie depuis 1827, la musique des équipages de la flotte de Toulon et celle de Brest, dissoute en 2013, s'enrichit en 1952 d'un bagad celtique qui s'appellera le bagad de Lann-Bihoué, du nom de la base de l'aéronavale où il a été créé et où il est affecté.
Par ailleurs, un centre de formation et de perfectionnement des sous-officiers musiciens de l’armée de terre est installé à Rueil-Malmaison en 1963 et, en 1978, il devient conservatoire militaire de musique de l’armée de terre. On crée également la fanfare de cavalerie de la Garde républicaine, notamment pour les escortes présidentielles.
En 1989, une réglementation des musiques prévoit pour l’armée de terre des formations territoriales et régimentaires. Les premières sont divisés en musiques principales – troupes de marine françaises (TDM), Légion étrangère –, régionales et divisionnaires ; les secondes en musiques régimentaires, fanfares de type infanterie et fanfare de type ABC.
Quant à l’armée de l’air, elle dispose d’une musique principale à Paris et d'une régionale à Bordeaux.
La brigade de sapeurs-pompiers de Paris possède aussi une formation musicale, ainsi que la gendarmerie mobile avec la Musique de la gendarmerie mobile.
La police nationale possède également depuis 1956 une Musique constituée d'un grand orchestre d'harmonie et d'une batterie-fanfare. La Musique de la police nationale, stationnée à Vélizy près de Paris, appartient aux corps des compagnies républicaines de sécurité.
La préfecture de police de Paris possède de son côté depuis 1929 sa propre musique avec une batterie-fanfare et un orchestre d'harmonie sous le nom de Musique des Gardiens de la Paix.

## Musique militaire en Allemagne

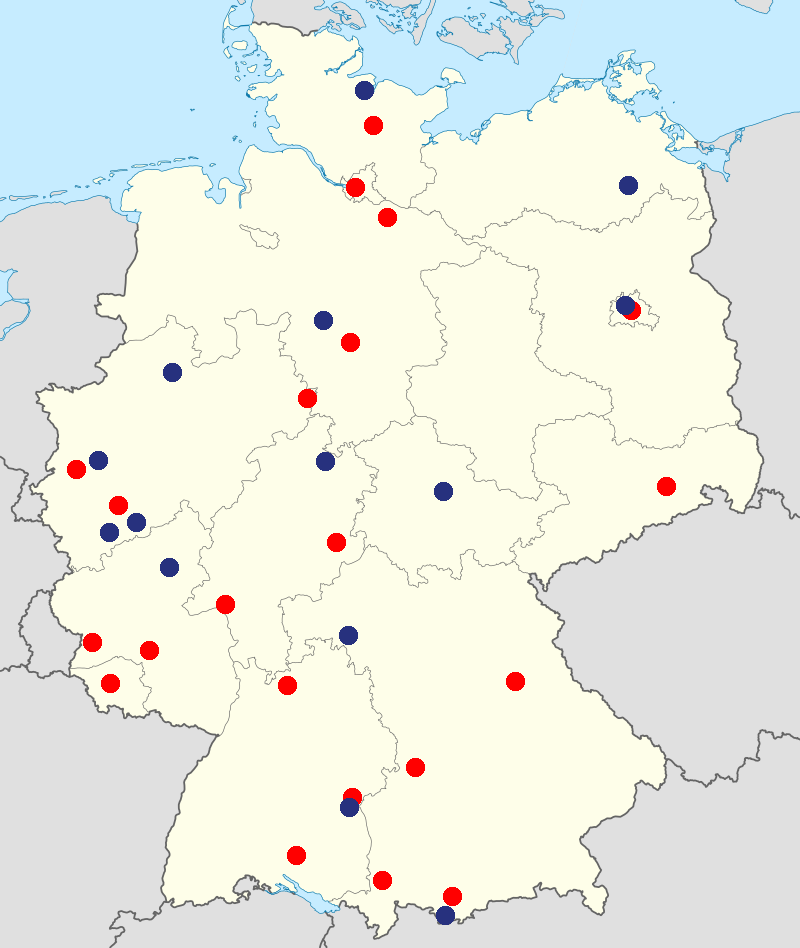
Musique militaire en Allemagne : fanfares de la Bundeswehr (bleu), fanfares de réservistes (rouge).

La Armeemarschsammlung (de) (en français : « Collection de marches de l'armée prussienne ») sert d'ouvrage de base pour répertorier toutes les marches militaires allemandes, qui a été complétée ou élargie plus tard par la Heeresmusiksammlung.
Dans la Bundeswehr, il y a actuellement 15 corps de musique. Parmi eux, cinq sont des "corps de musique à mission particulière" :
- Stabsmusikkorps der Bundeswehr - Berlin (service protocolaire)
- Musikkorps der Bundeswehr - Siegburg (entretien de la musique symphonique pour instruments à vent)
- Big Band der Bundeswehr - Euskirchen (orchestre classique de big band et de spectacle)
- Ausbildungsmusikkorps der Bundeswehr - Hilden (formation de la relève des officiers et des sergents)
- Corps de musique de montagne de la Bundeswehr - Garmisch-Partenkirchen (groupe de cors des Alpes)

Les "volontaires du service militaire" doués pour la musique peuvent être admis dans un corps de musique pour la durée de leur service militaire de base. Pour ce faire, ils passent une audition auprès d'un corps de musique de leur choix avant le début de leur service militaire. Ils peuvent prolonger leur service en tant que soldat à titre temporaire ou en tant que volontaire pour un service de longue durée.
Les sous-officiers sont affectés comme musiciens d'orchestre avec un engagement d'au moins quatre ans. Cette carrière est toutefois en voie d'extinction en raison de la restructuration du service musical de la Bundeswehr, car il n'y a plus de postes disponibles dans les corps de musique.
Les Feldwebel ont la possibilité d'obtenir un diplôme préliminaire à la Robert Schumann Hochschule (de) pour la musique à Düsseldorf pour une période d'engagement d'au moins 12 ans.
Les officiers sont diplômés Kapellmeister et doivent s'engager pour au moins 15 ans. Ils sont les chefs des corps de musique, les chefs d'unité et les supérieurs disciplinaires des soldats qui leur sont subordonnés.
Les sous-officiers, sergents et officiers sont formés pour toutes les forces armées par le corps de musique d'instruction de la Bundeswehr à Hilden. Depuis 1991, toutes les carrières sont ouvertes aux femmes et le nombre de musiciennes militaires augmente constamment.
Grâce à la très bonne formation des musiciens, les corps de musique allemands sont d'un très haut niveau. La musique militaire allemande jouit également d'une excellente réputation internationale.
De plus, il existe actuellement 21 fanfares de réservistes, composées d'anciens musiciens militaires, qui dépendent de l'Association des réservistes de l'armée allemande.
Œuvres importantes de la musique militaire allemande et leurs compositeurs :
- Der Große Zapfenstreich - compilé par Wilhelm Wieprecht.
- Preußens Gloria. (Armeemarsch II, 240 ; Heeresmarsch II, 98) - Gottfried Piefke
- Marche Yorckscher (Marche de l'armée II, 37 ; Marche de l'armée II, 5) - Ludwig van Beethoven
- Königgrätzer Marsch (Marche de l'armée II, 195) - Gottfried Piefke
- Präsentiermarsch (Marche de l'armée I, 1a ; Marche de l'armée III, 1a) - Roi Frédéric Guillaume III de Prusse
- Der Hohenfriedberger] (Marche de l'armée I, 1c ; Marche de l'armée III, 1b) - arrangé par le Roi Frédéric II de Prusse (non confirmé)
- Alte Kameraden (Marche de l'armée II, 150) - Carl Teike

Pour une énumération plus détaillée des œuvres de la musique militaire allemande, voir de:Kategorie:Militärmusik (Bundeswehr) ainsi que la Liste des marches militaires allemandes.
La Deutsche Gesellschaft für Militärmusik e.V. (de) a particulièrement contribué à la préservation de la musique militaire allemande. Elle s'est donné pour mission de préserver la musique militaire en tant que phénomène musical et culturel vivant. Elle dispose ainsi de deux archives riches (à Neustadt an der Aisch et à Ingolstadt) contenant des partitions, des supports sonores et des documents textuels. En outre, elle gère à Bergisch Gladbach ses vastes archives photographiques. En outre, elle fait également réarranger d'anciennes marches militaires inconnues et les fait enregistrer par des corps de musique. Chaque trimestre, le magazine des membres "Mit Klingendem Spiel" est publié, dans lequel sont présentés les dernières découvertes et événements concernant la musique militaire.

### Festivals de musique militaire en Allemagne
Chaque année, l'Allemagne accueille traditionnellement trois grands festivals internationaux de musique militaire auxquels participent, outre les corps de musique de la Bundeswehr, un grand nombre de musiciens militaires étrangers. Après les représentations individuelles des corps, le programme de ces festivals comprend avant tout une finale avec les fanfares réunies de tous les participants, où l'on atteint des niveaux de jeu allant jusqu'à 800 musiciens. Ces festivals sont les suivants :
- Fête internationale de la musique militaire de Berlin (toujours le 1er week-end de novembre).
- Musique des Nations (de) à Brême (fin janvier), jusqu'en 2017
- Festival de musique militaire à Cologne (début novembre).

En outre, chaque année a lieu le Festival international de musique de chambre militaire en Thuringe (mi-novembre) ainsi que, tous les deux ans, un festival international de musique militaire à Garmisch-Partenkirchen et le Festival de musique de l'OTAN à Kaiserslautern.

### Histoire de l'instrumentation des musiques militaires en Allemagne

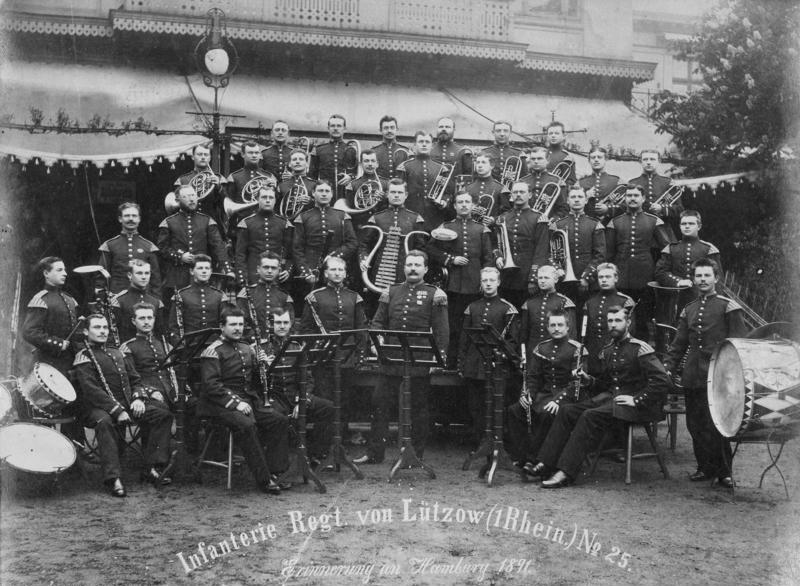
Fanfare du régiment d'infanterie de Lützow (1891).

Les bases de la composition actuelle des corps de musique sont d'origine prussienne-brandebourgeoise : vers 1670, un groupe permanent de musiciens militaires se composait de trois chalumeaux et d'un basson, formant ainsi un très petit corps sonore composé uniquement d'instruments à vent en bois. Jusqu'en 1815, l'effectif est passé à une quinzaine d'hommes, auxquels se sont ajoutés les trompettes et trombones, alors sans pistons, ainsi que les clarinettes. A cette époque, sous le gouvernement de Frédéric-Guillaume III, qui s'est beaucoup investi dans la réorganisation de la musique militaire, le nombre de musiciens a brusquement augmenté pour atteindre 26. Ce qui était nouveau, c'était surtout l'amplification des différentes voix (par exemple, il y avait maintenant six clarinettes en si bémol au lieu de deux) ainsi que le développement du accompagnement rythmique avec le gros tambour, les cymbales et le triangle. Outre le développement des pistons pour les cuivres (vers 1830), le tuba basse est apparu vers 1860 et le triangle a été remplacé par le glockenspiel, plus mélodieux. Jusqu'au début de la Deuxième Guerre mondiale, l'effectif réglementaire d'un corps de musique d'infanterie atteignait 37 hommes. (L'orchestre d'instruments à vent de la radio de Leipzig - aujourd'hui Sächsische Bläserphilharmonie (de) - a toujours conservé cet effectif).
Avec la création de la nouvelle branche de l'armée Luftwaffe en 1935, des corps de musique de l'armée de l'air furent également créés ; cette décision ne fit pas l'unanimité, car une arme aussi technicisée et peu attachée aux traditions militaires ancestrales ne se voyait pas attribuer sans autre une musique militaire propre. L'initiateur de la musique de l'armée de l'air, Hans Felix Husadel, a cependant rapidement posé de nouveaux jalons dans sa conception sonore et son travail de composition. Il introduisit le saxophone, développé en France, dans ses formations et renforça le son plutôt doux et mélodique des cors et des clarinettes.
Après la création de la Bundeswehr en 1955, le service de musique militaire est également créé. Friedrich Deisenroth, adjoint de l'intendant de la musique Wilhelm Stephan, a associé l'ancien et le nouveau, il a combiné l'ancienne formation classique de l'infanterie avec les nouveaux types de sons développés par Husadel. Les corps de musique de la Bundeswehr, quelle que soit la force à laquelle ils appartiennent, sont aujourd'hui égaux dans leur composition. Chaque corps de musique dispose de 48 postes de sergents et de 2 postes d'officiers.

### Aperçu des effectifs d'un corps de musique
- Registre aigu :

piccolo, flûte traversière, petite clarinette en mi bémol , clarinette, hautbois, cor anglais, saxophone alto, trompette, bugle.
- Registres de basses hautes et de ténors :

trombone, saxophone ténor, saxhorn ténor, saxhorn baryton, clarinette alto, clarinette basse, basson, cor d'harmonie.
- Basses graves :

tuba, saxophone baryton, clarinette basse
- Instruments de percussion et de rythme :

batterie, percussion, timbales, grosse caisse, cymbales, caisses claires,(éventuellement) contrebasse à  cordes / basse électrique, glockenspiel, marimba, lyre glockenspiel, chapeau chinois.
- ... avec les exceptions suivantes : 
  - Les clarinettes ne jouent que sur le système Oehler (pas de système Boehm).
  - On utilise des barytons, pas des euphoniums.
  - Dans les marches, c'est généralement un hautboïste ou un bassoniste qui joue de la lyre glockenspiel.
  - Le chapeau chinois n'est plus utilisé comme instrument de musique. Il a uniquement une fonction représentative.

### Différences d'instrumentation selon l'utilisation
(à l'exemple du corps de musique de montagne de l'armée allemande :)
- Orchestre d'harmonie symphonique :

3 flûtes, 1 hautbois, 1 basson, 7 clarinettes, 3 saxophones, 4 cors, 2 bugles, 4 trompettes, 3 trombones, 5 bugles ténors,
6 tubas, 4 batterie/percussion
- Big Band :

4 trompettes, 5 saxophones, 3 trombones, 5 rythmique/percussion
- Musique de chambre (bois):

1 flûte, 1 hautbois, 1 clarinette, 1 cor français, 1 basson
- "Stubnmusi" (musique populaire bavaroise) :

1 guitare, 1 contrebasse, 2 cithares

### Grades historiques de musiciens militaires en Allemagne

#### Empire allemand

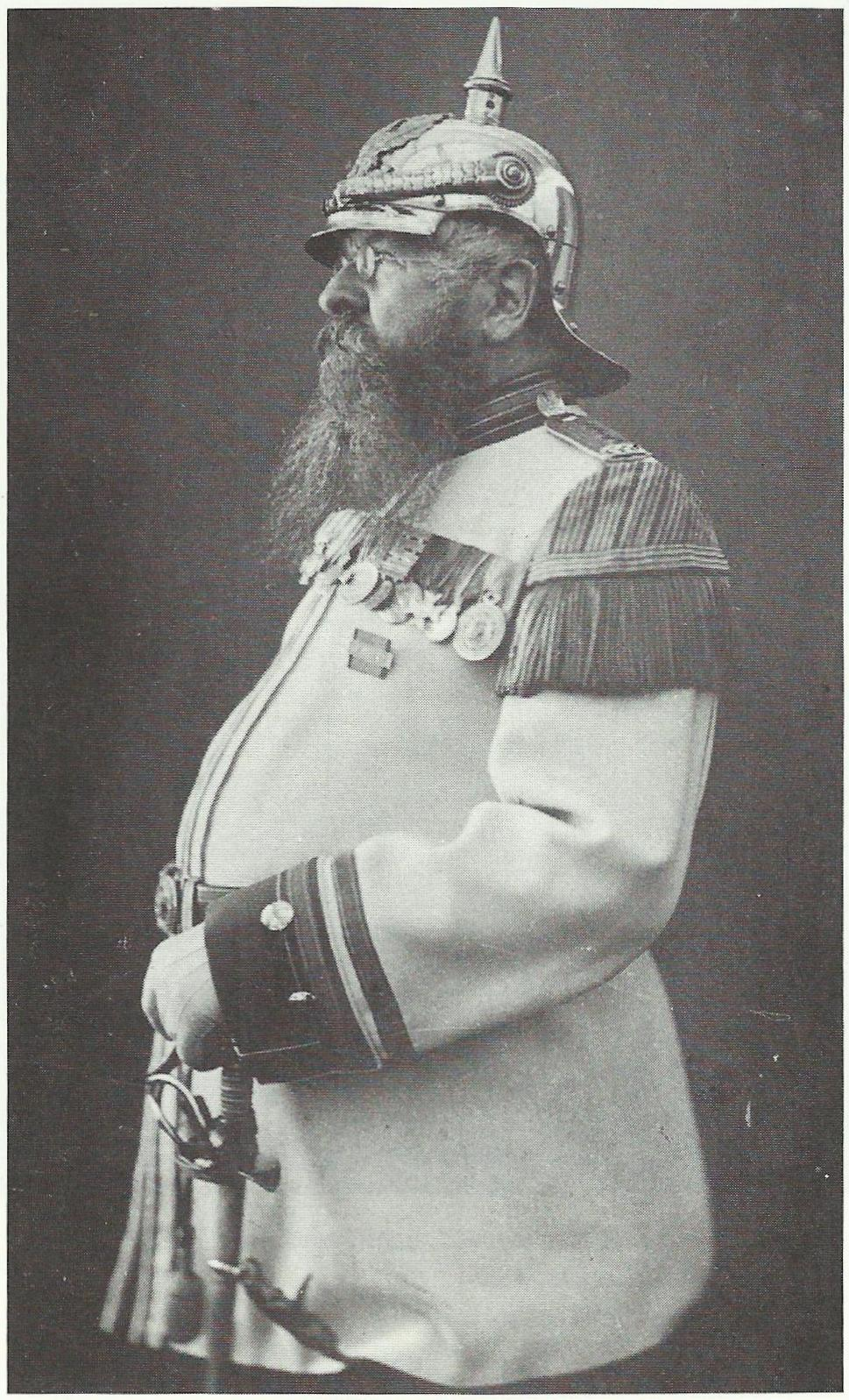
, trompette d'état-major du 8e régiment de cuirassiers (1898-1906/1908).

Les noms de fonction des musiciens de l'Armée de l'Empire allemand suivaient le modèle de l'armée prussienne. Vers 1900, elles s'appelaient par ordre décroissant :
- Instituteur de musique de l'armée (fonctionnaire militaire, non soldat !)
- Directeur de musique (titre, pas de grade !)
- Chef de musique  (sergent titulaire).
- Stabshoboist, trompettiste d'état-major, corniste d'état-major (sergent titulaire ; Marine impériale : vice-feldwebel)
- Hoboist, etc. (sous-officier, sergent)
- Hoboist auxiliaire, etc. (militaire, caporal)

Indépendamment de l'instrument effectivement joué, les musiciens étaient officiellement appelés hoobos.
- hoboïstes (infanterie, marine)
- trompettistes (cavalerie, artillerie, train)
- Waldhornisten (cornistes) (chasseurs, tireurs)
- clairons (pionniers)

Les musiciens ou hobereaux, etc. étaient classés avec les sous-officiers ou les sergents, les musiciens auxiliaires ou hobereaux auxiliaires, etc. (avec jusqu'à trois ans de service obligatoire) avaient le grade de caporal ou de soldat commun. Dans les troupes à pied, ils étaient organisés en corps de musique, dans les troupes à cheval en corps de trompettes.
Les chefs de musique militaires ou les chefs de corps s'appelaient : Stabshoboist (de), Stabstrompeter ou Stabshornist et étaient classés jusqu'en 1908 avec les sergents titulaires. Les tambours d'état-major de la marine impériale étaient cependant du même rang que les vice-sergents (de). Leurs adjoints, les chefs de corps, pouvaient être nommés sergents-majors surnuméraires après neuf ans de service, les hobereaux (= majors supérieurs (de)) sans fonction de commandement seulement après 18 ans de service.
Les Stabshoboisten, etc. pouvaient être promus au grade de chef de musique militaire (également sergent) après 5 ans de grade et 18 à 20 ans de service total. Une distinction spéciale était le titre de directeur royal de musique pour les chefs d'orchestre confirmés ; les ministères de l'éducation de Prusse, Bavière, Saxe et Wurtemberg étaient habilités à décerner ce titre.
Parmi les musiciens faisant partie de l'état-major du régiment, il fallait distinguer les joueurs (tambourinaires et clairons ou siffleurs) des troupes à pied et des détachements de marins, qui faisaient partie des compagnies. Deux à quatre d'entre eux étaient chargés du service de signalisation de la compagnie ; pendant la marche, ils précédaient la musique du régiment et la troupe qui suivait en jouant des airs de musique. Dans la cavalerie, ce service était assuré par les trompettes susmentionnées (qui étaient toujours classées comme musiciens). Les tambours de bataillon (sous-officiers, sergents) et le tambour de régiment (vice-sergent = tambour de bataillon du 1er  bataillon de régiment) étaient à la tête des musiciens ; les désignations de fonction correspondantes dans la marine étaient Abteilungstambour (Maat (de)) et Divisionstambour (Obermaat).
En 1908, les chefs de musique militaires ont été placés dans une classe de rang à part, entre les sous-officiers porte-bonheur et les officiers. L'appellation des hautboïstes d'état-major etc. ainsi que celle des chefs de musique dans les écoles de sous-officiers changea alors pour devenir maître de musique, seules les troupes à cheval continuèrent à porter le nom de trompette d'état-major. Le chef de musique militaire devint maître de musique en chef. Dans la marine, les maîtres de musique se classaient jusqu'en 1936 derrière les officiers de pont, sans leur être subordonnés.
La surveillance de la musique de tous les contingents de l'armée allemande et de la marine était assurée par l'"Arme-Musik-Inspizienten". En 1887, par décision du Reichstag, il fut établi comme conseiller au ministère prussien de la Guerre, il était en outre professeur de musique militaire à l'École supérieure académique de musique à Charlottenburg. En 1906, la désignation du poste devint Erster Armee-Musikinspizient ; le Zweite Armee-Musikinspizient, créé en 1904, lui était subordonné en tant qu'autre professeur de musique militaire. Les musiciens-inspirants n'étaient pas des soldats, mais des fonctionnaires militaires moyens ayant le grade de capitaine ou de lieutenant. Après l'obtention du titre de professeur, le premier assistant de musique de l'armée était assimilé à un conseiller comptable (capitaine de 1ère classe).
En 1908, les grades de musiciens prussiens étaient par ordre décroissant :
- Premier officier de musique de l'armée avec le titre de professeur (fonctionnaire militaire moyen, assimilé à un conseiller comptable ou à un capitaine de 1ère classe).
- Premier assistant de musique de l'armée de terre (assimilé à un capitaine).
- Deuxième assistant de musique de l'armée (premier lieutenant assimilé).
- Maître de musique en chef avec le titre de directeur de musique royal (officier adjoint (de)).
- Maître de musique en chef (officier adjoint).
- Maître de musique (sergent-major adjoint, sergent titulaire).
- Hoboist, etc. (sous-officier, sergent).
- Hoboist auxiliaire, etc. (soldat ordinaire, caporal).

#### République de Weimar et "Troisième Reich"
Rattaché en 1919 au Ministère de la Défense du Reich, les officiers de musique de l'armée ayant le titre de professeur reçurent le statut de fonctionnaire militaire correspondant à celui de major. De 1921 à 1930, l'appellation "Armee-Musikinspizient" (rebaptisée "Heeresmusikinspizient" vers 1928) couvrait plusieurs grades : Avec moins de 18 ans de service, son grade correspondait à celui de lieutenant, sinon à celui de capitaine, avec plus de 25 ans de service à celui de major, auquel il fut en principe assimilé en 1930.
Fin 1920, les appellations de hoboist, etc. disparurent. Désormais, les musiciens militaires, en dessous du niveau de maître de musique, portent officiellement le titre de "musicien" avant leur grade militaire, comme "Musikergefreiter" ou "Trompeterwachtmeister" (à nouveau depuis 1922) dans les troupes montées et attelées. Dans la Reichsmarine, les sous-officiers porte-bonheur s'appelaient par exemple "Musik( ! )feldwebel" ou "Musikoberfeldwebel", tandis que les équipages et les sous-officiers sans portefeuille étaient appelés "Hoboistenmaat", "Hoboistengefreiter" ou "Oberhoboistengast" (Obermatrose) ; ce n'est qu'à partir de 1938 que les grades inférieurs ont été intitulés de la même manière que les sous-officiers à portefeuille, par exemple "Musikmaat", "Musikgefreiter", "Musikmatrose", etc.
En 1936, dans la Wehrmacht, les maîtres de musique ont été regroupés dans un groupe de grade distinct, entre les sous-officiers et les officiers. Parallèlement, le nouveau grade de Stabsmusikmeister remplaça le titre de Musikdirektor (maître de musique en chef avec le titre de directeur de musique), toujours en usage.
Depuis 1936, les grades étaient décroissants
- Indicateur de musique de l'armée de terre
- maître de musique d'état-major.
- maître de musique (maître de musique, maître de musique en chef)
- Sous-officiers musiciens avec portefeuille
- Sous-officiers musiciens sans porte-bonheur.
- Équipes de musiciens.

Les maîtres de musique, bien que soldats, étaient désormais assimilés aux fonctionnaires militaires ayant rang d'officier (p.ex. payeur). Ce n'est qu'en 1938 que les maîtres de musique obtinrent le statut d'officiers à part entière. Parallèlement, les officiers de musique et les officiers supérieurs de musique (depuis 1937) de l'armée de terre sont passés au statut de soldat. Ils avaient déjà cédé en 1937/1938 la surveillance de la musique dans la Kriegsmarine et l'armée de l'air aux postes d'intendants de musique qui y avaient été créés (dans un premier temps avec des maîtres de musique en service). Avec les maîtres de musique, les officiers de musique formaient désormais le groupe de rang des maîtres de musique et des officiers de musique.
Depuis 1938, les grades des officiers étaient décroissants
- Officiers de musique : musicien-inspirant (major), musicien-inspirant (lieutenant-colonel).
- Chef de musique d'état-major : chef de musique d'état-major (capitaine)
- Maître de musique : maître de musique (lieutenant), chef de musique (premier lieutenant).

En l'absence du maître de musique, il était remplacé par un chef de musique ayant le grade de sergent-major ou d'adjudant-chef. Les adjudants-chefs ou les adjudants-majors musiciens ayant fait leurs preuves pouvaient eux-mêmes accéder au poste de chef de musique après trois ans d'études.

#### Uniformes et insignes de grade

##### Armée de terre

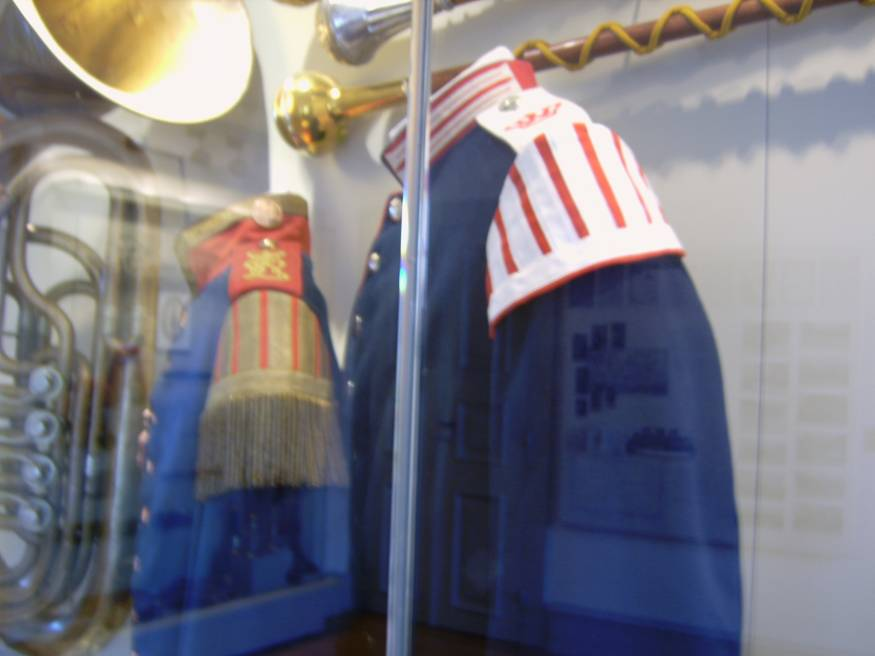
Nids d'hirondelle de l'armée impériale allemande : Stabshoboist (à gauche) et Spielmann (hoboisten, etc. semblable, mais au lieu de la bordure blanche, une tresse métallique) (avant 1898).

Les signes distinctifs typiques étaient les nids d'hirondelle (de) (en allemand : Schwalbennest) garnis de galons de laine (musiciens) ou de tresses métalliques (musiciens), parfois ornés de franges ; selon l'époque, ils caractérisaient l'arme et la fonction du porteur.
Pour souligner l'importance militaire des chefs de fanfare, les tambours d'état-major prussiens, etc. reçurent le porte-épée en 1817, les véritables maîtres de musique l'épée d'officier en 1828. De 1889 à 1908, des doubles galons transversaux ont été ajoutés au-dessus des revers de manches pour les sbobistes d'état-major, trompettes d'état-major, etc., comme ils avaient été introduits la même année pour les sergents d'état-major.

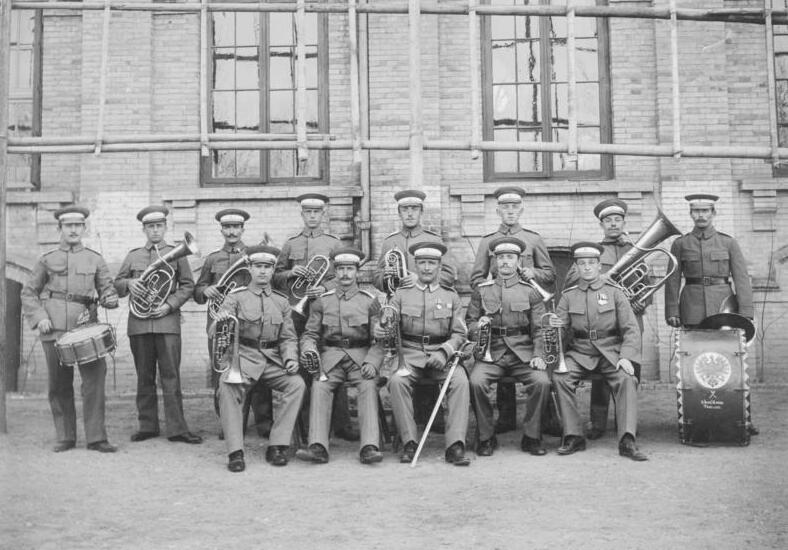
Orchestre militaire allemand de la 4e compagnie montée à Tientsin, Chine. Au centre, assis, le, reconnaissable à son sabre et à ses manchettes de sergent (1898).

Depuis 1898, l'uniforme comprenait, outre les galons et les boutons de sergent, des épaulettes constituées d'un support de tissu raidi sur lequel était posé un tressage de triple cordon de laine ; la couleur dépendait des épaulettes de la troupe, des pattes de col pour les cuirassiers, des champs d'épaulettes pour les ulans et de la garniture de cordon pour les hussards. Chez les chefs de musique, le cordon central était de la couleur du bouton, les directeurs de musique étaient en outre identifiés par un cordon carré de couleur métallique le long des bords du support de tissu. Sur les épaulettes, des insignes de régiment (numéro, nom) en métal, comme pour les officiers. Le bandeau de corps nouvellement introduit complétait l'apparence officielle. Il était fait d'un tissu d'insignes bordé de tresse, avec une boucle métallique ronde sur laquelle était posée une lyre.
Après le changement de nom des hautboïstes d'état-major en maîtres de musique en 1908, les insignes de sergent-major portés jusqu'alors ont été supprimés et l'uniforme a été adapté à celui des officiers. Arme de côté sanglée, couvre-chef, sur-jupe et paletot comme les officiers, mais sur la tunique et le collant toujours des nids d'hirondelle (avec maintenant une « tresse de maître de musique » se terminant en pointe en bas au lieu de la tresse de sous-officier, remplacement de la tresse horizontale par un double cordon plat de la couleur des bouillons) et éventuellement des liserés de col des hommes. Les pattes d'épaule en tissu d'insigne, à la manière des officiers adjoints (de), remplaçaient les épaulettes tressées : Les extrémités des boutonnières des pattes d'épaule ne sont pas pointues (comme pour les équipages), mais trapézoïdales ; sur les côtés et en haut, des revers de maître de musique (identiques aux passants des épaulettes d'officier). Sur le drap de l'insigne, une lyre soulignée d'épées croisées de la couleur du bouton, surmontée de l'insigne du régiment. Le chef de musique porte en outre un cordon de plaque doré le long de la bordure intérieure de la tenue. Le cordon métallique supplémentaire des directeurs de musique royaux a été supprimé, ceux-ci ne se distinguaient plus extérieurement des maîtres de musique. Les épaulettes des maîtres de musique des hussards constituaient une particularité, dont les champs bordés de galons étaient remplis par un cordon métallique passant autour de la boutonnière.

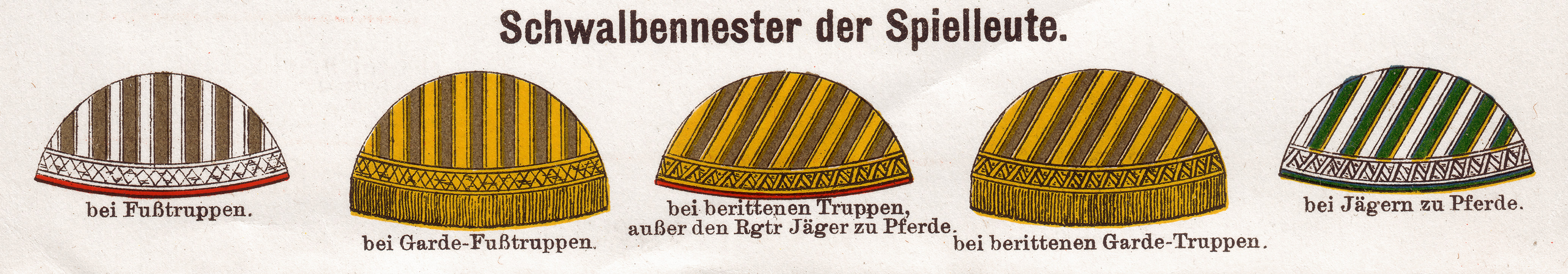
Nids d'hirondelles des musiciens (1910).

Au milieu de l'année 1912, les épaulettes furent à nouveau modifiées : Le triple cordon bordé par deux cordons de bordure ressemblait au premier modèle de 1898, mais était d'une couleur rouge vif (rouge ponceau) uniforme pour presque toutes les armes. Quelques régiments d'infanterie et de cavalerie étaient autorisés à porter des épaulettes dans des tons rouges différents. Les épaulettes vertes des chasseurs constituaient une autre exception. Les maîtres de musique se distinguaient par un cordon central de la couleur du bouton, les directeurs de musique royaux par un cordon doré ou argenté. La lyre devait être fixée sous l'insigne du régiment.
Les officiers de musique de l'armée revêtaient l'uniforme des fonctionnaires moyens du ministère de la guerre prussien, avec des revers de manches suédoises cramoisis avec des lyres dorées (au lieu de cordons de chapelle) ainsi qu'un col cramoisi, entouré de cinq « lignes de notes » brodées en or sur toute sa longueur. Pour l'uniforme de service, au début, des épaulettes semblables à celles des généraux, à savoir en triple cordon tressé (cordon central doré, cordons de bordure rouges). Pour le gala, des épaulettes sans franges avec une lyre dorée surmontée d'un aigle et deux rosettes dorées.
C'est probablement avec l'introduction du deuxième officier de musique de l'armée en 1906 (mais au plus tard avec l'uniforme Feldgrau M 1907) que les insignes de grade de l'uniforme de service ont été modifiés. On portait désormais des épaulettes semblables à celles des officiers subalternes : quatre cordons argentés juxtaposés, barrés de bleu, les cordons extérieurs et intérieurs étant séparés par une étroite bande rouge. En outre, une lyre dorée surmontée d'un aigle et deux ou une rosette dorée. Le premier officier de musique de l'armée portant le titre de « professeur » se distinguait par des épaulettes d'une facture particulière, telles qu'elles étaient attribuées aux conseillers comptables - à l'exception de quelques différences liées à la carrière. L'insigne se composait de cinq cordons plats, les trois du milieu étant des cordons tressés (cordon central bleu, cordons de bordure argentés), les deux cordons de bordure étant des bordures. Un cordon de soie cramoisi séparait les cordons de tressage et les cordons de bordure. Au centre, une lyre dorée (que l'on retrouvait agrandie sur les revers de manches cramoisis), bordée en haut et en bas par deux rosettes dorées. Pour le gala, des épaulettes sans franges, avec une lyre appliquée et deux rosettes dorées. Avec la suppression de la jupe multicolore à la suite de l'introduction du Feldgrau en Prusse en septembre 1915, les officiers de musique de l'armée revêtirent des pattes de col (de) cramoisies, la broderie « ligne de notes » réduite s'apparentant aux galons de chapelle des officiers et des fonctionnaires militaires moyens.
Dans la Reichswehr, les nids d'hirondelle et le bandeau de corps ont été supprimés pour les maîtres de musique, remplacés par la ceinture en cuir brun des officiers. Les épaulettes utilisées jusqu'alors furent légèrement modifiées : sur un support en tissu de la couleur de l'arme, une tresse de laine rouge vif avec un numéro de régiment doré. Les maîtres de musique portaient une étoile de grade dorée, les chefs de musique deux étoiles de grade dorées, les directeurs de musique en outre une bordure de cordon de cantonnement argentée mate. Depuis 1928, des galons de chapelle brodés en métal et un cordon de casquette argenté comme pour les officiers. L'officier de musique de l'armée (depuis 1928 officier de musique de l'armée de terre) portait les épaulettes de fonctionnaire correspondant à son grade (premier-lieutenant, capitaine, major, depuis 1930 toujours major) avec des passe-mains rouge vif et une lyre dorée appliquée.
Après la séparation des maîtres de musique du corps des sous-officiers en 1936, les épaulettes sont restées inchangées, mais sans étoile pour les maîtres de musique, avec une étoile de grade pour les maîtres de musique en chef et deux étoiles de grade dorées pour les maîtres de musique d'état-major. Le cordon de serrage des directeurs de musique fut supprimé.
En 1938, les officiers de musique de toutes les armes reçurent des épaulettes argentées avec des passants rouge vif (bleu pour la marine) et une lyre dorée au-dessus du numéro de régiment ; le modèle ressemblait désormais largement aux insignes des autres officiers.
La même année, les maîtres de musique de l'armée de terre et de l'armée de l'air (marine de guerre : 1939) se virent accorder le bandeau de campagne des officiers (armée de l'air : baudrier, marine de guerre : écharpe) en tresse d'aluminium nervurée ; dans l'armée de terre, celui-ci se distinguait de la version régulière des officiers par deux bandes centrales tissées de couleur rouge vif.

##### Marine
Les marins ne revêtaient des nids d'hirondelle qu'avec l'uniforme de campagne gris. Dans la marine impériale, les musiciens portaient avec la costume de Kiel deux galons à angles aigus ouverts en bas - de couleur jaune avec la chemise de marin bleue (idem : veste) ou de couleur bleue avec la chemise de marin blanche ; chez les hoboïstes, les angles avec l'uniforme bleu étaient dorés, celui du haut en forme de boucle. L'insigne était cousu sur la manche inférieure gauche de la chemise de Kiel. Au-dessus, les tambours de département ou de division des musiciens portaient sur la manche supérieure l'insigne de grade des maîtres ou des maîtres supérieurs de la carrière de quartier-maître (ancre dorée peu claire, tambours de division avec couronne impériale au-dessus), mais les hoboïstes portaient une ancre dorée claire avec une lyre posée dessus (hoboïstes supérieurs avec couronne impériale au-dessus). Après 1918, les insignes de l'époque impériale ont été supprimés dans la marine. Les hoboïstes étaient désormais reconnaissables à une tache de drap de fond avec une lyre rouge tissée, les musiciens à l'insigne « formation spéciale de musicien » (deux cornières rouges ouvertes en bas, celle du haut avec une pointe de boucle) et en plus à l'insigne de carrière (quartier-maître ou artillerie de marine). Les insignes étaient cousus sur la manche supérieure gauche.
L'uniforme des hobereaux d'état-major suivait l'exemple des sergents de marine, avec en plus les bretelles de manches dorées des hobereaux, mais pas d'épaulettes comme pour les hobereaux d'état-major de l'armée de terre. Les chefs d'orchestre portaient l'uniforme des officiers de pont, sans les insignes des hoboïstes, mais probablement avec une lyre sur l'épaulette. De 1908 à 1912, épaulettes similaires à celles des maîtres de musique de l'armée de terre : pattes d'épaule en drap de fond bleu foncé. En haut et sur les côtés, « tresse de maître de musique » en tresse argentée noire sur les bords et rouge au milieu. Le long de la bordure intérieure du tressage, le chef de musique porte un cordon doré de 4 mm de large. Sur les épaulettes, une lyre dorée en guise d'insigne de service. Les bords de la ceinture blanche étaient bordés de tresse de maître de musique, la boucle dorée du ceinturon était ornée d'un « W » (mais pas de lyre).
Dans la Reichsmarine et la Kriegsmarine, les épaulettes étaient en cordelette tressée bleu foncé avec une lyre dorée, les directeurs de musique avec une cordelette carrée dorée. Avec l'uniforme feldgrau, tresse d'épaule rouge vif. L'uniforme feldgrau n'était pas prescrit pour les officiers de musique de la marine.
En plus de l'écharpe d'officier, les maîtres de musique de la marine reçurent en 1938 des bandes de manches dorées d'un type particulier : pointues vers le haut, celle du haut se terminant par une boucle de forme ovale haute (avec une lyre dorée à l'intérieur), une à trois bandes étroites pour les grades de maître de musique, une bande de largeur moyenne pour les officiers de musique de la marine et les officiers supérieurs de musique de la marine. À partir de 1941, les galons horizontaux des manches des officiers de marine ont été guidés, avec la lyre au-dessus du galon supérieur.

##### Luftwaffe
Les uniformes de la Luftwaffe, officiellement créée en 1935, suivaient l'exemple de l'armée de terre avec quelques particularités. On remarquait les pattes de col de la couleur de l'arme qui, avec jusqu'à quatre doubles ailes en broderie d'aluminium, servaient également d'insignes de grade. Les maîtres de musique de l'armée de l'air portaient les plaques de col des lieutenants avec une bordure en cordon d'aluminium et des feuilles de chêne brodées, mais au lieu des doubles anneaux, ils portaient une lyre brodée en aluminium, uniforme pour tous les grades de maître de musique. En 1938, un à trois doubles anneaux ont été ajoutés, surmontés d'une lyre plus petite.
Jusqu'en 1938, l'officier de musique de la Luftwaffe avait le col d'un fonctionnaire du rang d'officier d'état-major : couronne de feuilles de chêne argentées, avec une étoile à trois branches sous une lyre. Après le passage à l'état de soldat, l'étoile était remplacée par une double barrette (Obermusikinspizient : deux doubles barrestte). Jusqu'en 1939, on portait la couleur d'arme noire du ministère de l'aviation du Reich, puis celle de la dernière unité de troupe.
Les chefs de musique (sous-officiers de porte-à-porte en tant qu'adjoints au chef de musique) avaient des cols simples avec une lyre en aluminium épinglée, que l'on retrouvait également sur les pattes d'épaule entre les étoiles de grade.

## Musique militaire en Autriche

### Histoire

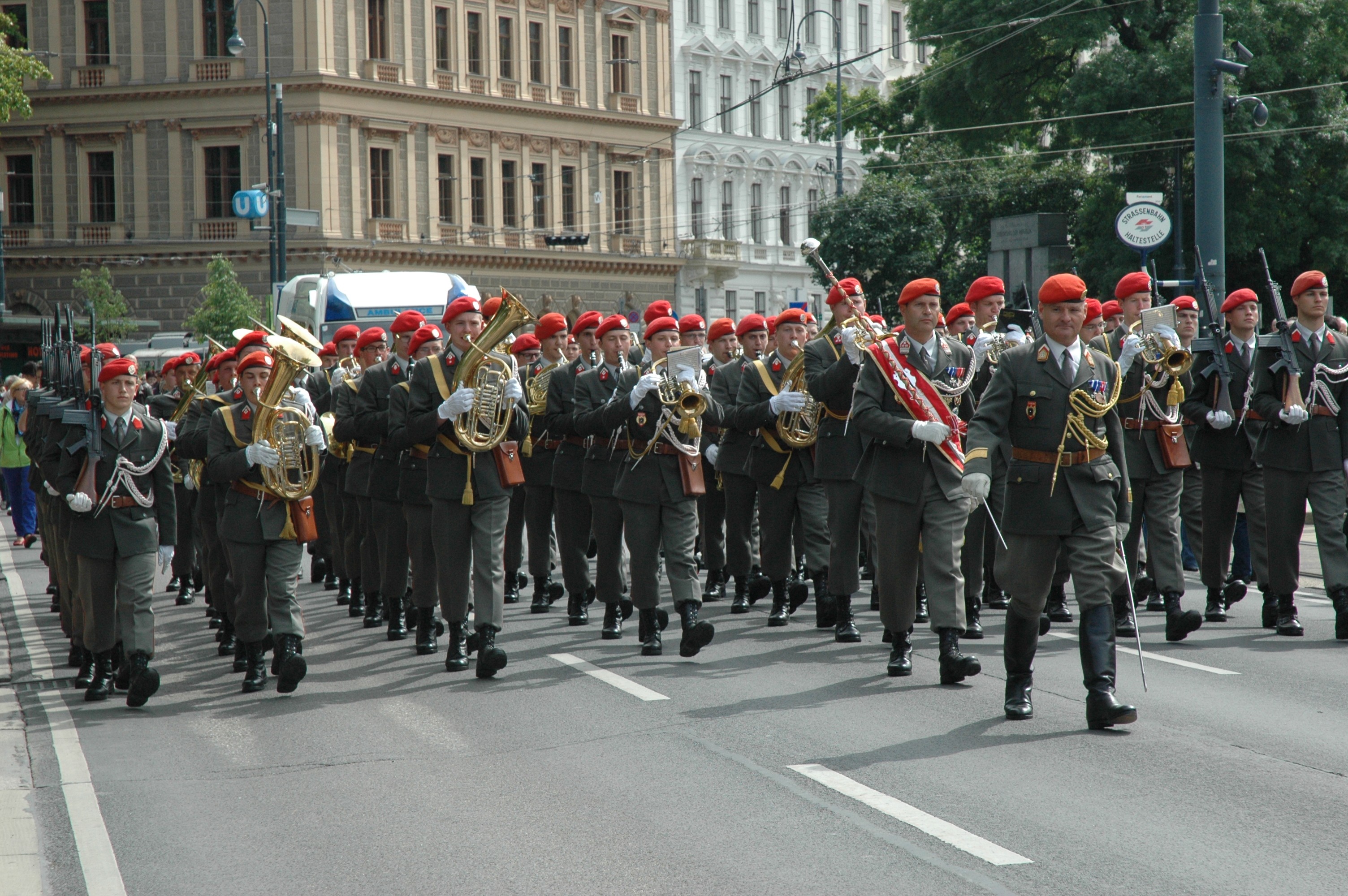
La Gardemusik Wien lors de la 34e Fête autrichienne des fanfares en 2013.

L'histoire de la musique militaire autrichienne remonte à une ordonnance de l'impératrice Marie-Thérèse datant de 1741, dans laquelle elle décrétait que chaque régiment devait avoir sa propre fanfare pour les parades de troupes. Ces fanfares n'étaient pas seulement utilisées pour des occasions officielles, par exemple lors de la relève de la garde, mais donnaient également des concerts publics, qui constituent encore aujourd'hui une partie importante de la vie publique des garnisons. Les musiciens servaient d'infirmiers au combat et avaient un statut particulier.
Des compositeurs célèbres du XIXe siècle, comme Alphons Czibulka, Friedrich et Joseph Fahrbach, Julius Fučík, Wilhelm August Jurek, Karel Komzák, Franz Lehár ou Carl Michael Ziehrer étaient des musiciens militaires ou y avaient commencé leur carrière.
Après que le concile de la cour autrichienne eut ordonné, pour des raisons d'économie, que chaque Regimentschef (de) devait entretenir lui-même sa chapelle, de nombreuses chapelles militaires ont périclité. Après la fin de la Première Guerre mondiale, la musique militaire de la KuK retrouva sa place. Armée fédérale de la Première République se poursuivit et fut intégrée à la musique militaire du Reich allemand après l'annexion de l'Autriche à l'Allemagne nazie.
Ce n'est qu'après 1955, avec la renaissance de l'armée autrichienne, que des fanfares militaires furent créées auprès de 8 commandements militaires et du Bataillon de la Garde (de) à Vienne ("Gardemusik Wien (de)").
À partir d'octobre 2014, il a été question de supprimer cinq chapelles militaires autrichiennes pour des raisons de coûts. En décembre 2014, le gouvernement s'est mis d'accord pour conserver les neuf sites, mais le personnel sera réduit. Au lieu de 47 jusqu'à présent, il y aura désormais 20 musiciens par Land. Il y aurait un officier, le chef d'orchestre, six sous-officiers et 13 militaires du rang par site. La Gardemusik de Vienne devrait conserver son effectif actuel de 60 musiciens. Les critiques portent non seulement sur l'impossibilité de jouer lors de grandes manifestations, mais aussi sur les associations civiles de fanfares, qui dénoncent une capacité de jeu limitée, car non seulement le nombre de musiciens recrutés, mais aussi la longueur des possibilités de jouer dans les fanfares sont considérablement réduits. Cette réduction fait également l'objet d'une enquête de la Volksanwaltschaft (de) sur sa pertinence en termes d'économies. Une fusion avec les musiques de la police, qui aurait certainement contribué en partie à la réduction des coûts visée, n'a jamais été étudiée, bien que cette variante se soit imposée en raison des arguments financiers (fonctionnaires).
En mai 2016, la Conférence des gouverneurs (de) autrichienne a décidé, avec le ministre de la Défense Hans Peter Doskozil, de mettre un terme à la réforme de l'armée : la musique militaire doit être maintenue dans chaque Land, chaque musique militaire doit être composée de 43 à 47 musiciens. La musique militaire ne doit toutefois jouer que dans des cas exceptionnels lors de représentations "étrangères à son genre", qui sont alors également facturées par les Länder.

### Chefs de fanfare militaire connus (sélection)

#### Empire d'Autriche (1804-1867)
- Andreas Nemetz (1799-1846)
- Joseph Fahrbach (1804-1883)
- Josef Gung'l (1809-1889)
- Friedrich Fahrbach (1809/1811-1867)
- Philipp Fahrbach l'aîné (1815-1885)
- Josef Wiedemann (1828-1919)
- Anton Ambrož (1839-1886)

#### Monarchie austro-hongroise (1867-1918)
- Alfons Czibulka (1842-1894)
- Franz Rezek (1847-1912)
- Josef Franz Wagner (1856-1908)
- Dominik Ertl (1857-1911)
- Karl Mühlberger (1857-1944)
- Eduard Wagnes (1863-1936)
- Rudolf Achleitner (1864-1909)
- Jakob Pazeller (1869-1957)
- Wilhelm August Jurek (1870-1934)
- Julius Fučík (1872-1916)
- Hermann Dostal (1874-1930)
- Wilhelm Pawlik (1866-1922)[27]

#### Deuxième République
- Anton Sollfelner (* 1935)
- Hans Eibl (1936-2019)
- Johann Schadenbauer (* 1937)
- Anton Pistotnig (* 1949)
- Sigismund Seidl (* 1950)
- Bernhard Heher (* 1962)
- Hannes Apfolterer  (* 1965)

### Aperçu de la distribution
Jusqu'en 1918, le "diapason aigu", plus élevé d'un demi-ton, était d'usage. Cela remonte aux anciennes musiques de campagne et militaires qui devaient être entendues surtout en plein air et dans la troupe en défilé. C'est ainsi que l'on utilisait des trompettes en mi bémol et des trombones à pistons et que l'on utilisait l'hélicon au lieu du tuba basse actuel.
La composition actuelle est la suivante :
- Registre 1 (bois aigus) :

1 flûte solo en do, 3 flûtes en do/piccolo, 2 hautbois/cor anglais, 1 clarinette en mi bémol
- Registre 2 (bois grave) :

1 clarinette solo en si bémol, 3 clarinettes I en si bémol, 2 clarinettes II en si bémol, 1 clarinette II en si bémol/clarinette alto en mi bémol, 2 clarinettes III en si bémol, 1 clarinette III en si bémol/clarinette basse en si bémol, 1 basson I, 1 basson II
- Registre 3 (saxophones) :

1 saxophone alto solo en mi bémol, 1 saxophone alto II en mi bémol, 1 saxophone ténor I en si bémol, 1 saxophone ténor II en si bémol, 1 saxophone baryton en mi bémol
- Registre 4 (cuivres doux) :

1 bugle solo en si bémol, 1 bugle I en si bémol, 1 bugle I en si bémol/piston en mi bémol, 2 bugles II en si bémol.
- Registre 5 (bugle basse) :

1 bugle basse solo en si bémol, 1 bugle basse I en si bémol, 2 euphoniums en do
- Registre 6 (cuivres aigus) :

1 trompette solo en si bémol, trompette I en si bémol, 2 trompettes II en si bémol, 1 trompette III en si bémol, 1 trompette IV en si bémol
- Registre 7 (trombones) :

1 trombone solo en si bémol,
1 trombone II en si bémol, 1 trombone III en si bémol, 1 trombone basse en fa
- Registre 8 (cors) :

1 cor solo en fa/si bémol, 1 cor II en fa/si bémol, 1 cor III en ' fa/si'  bémol, 1 cor IV en fa/si bémol
- Registre 9 (basses) :

1 tuba basse solo en fa, 1 tuba basse I en fa/guitare basse, 1 tuba basse II en si bémol/contrebasse, 1 tuba basse II en si bémol.
- Registre 10 (percussions) :

1 grosse caisse/percussion combinée, 1 batterie/timbales, 1 caisse claire/Glockenspiel/Vibraphone/Xylophone, 1 paire de cymbales/Cloche tubulaire, 1 paire de cymbales/Templeblocks/congas.

### Œuvres
- Großer Österreichischer Zapfenstreich (de)
- Deutschmeister-Regimentsmarsch (de)
- Entrée des gladiateurs
- Kaiserjägermarsch (de) (Marche des chasseurs impériaux)
- Manövrier-Marsch (de) (Marche des manœuvres)
- Marche de Radetzky
- Rainermarsch (de) (Marche de Rainer)

## Musique militaire au Danemark

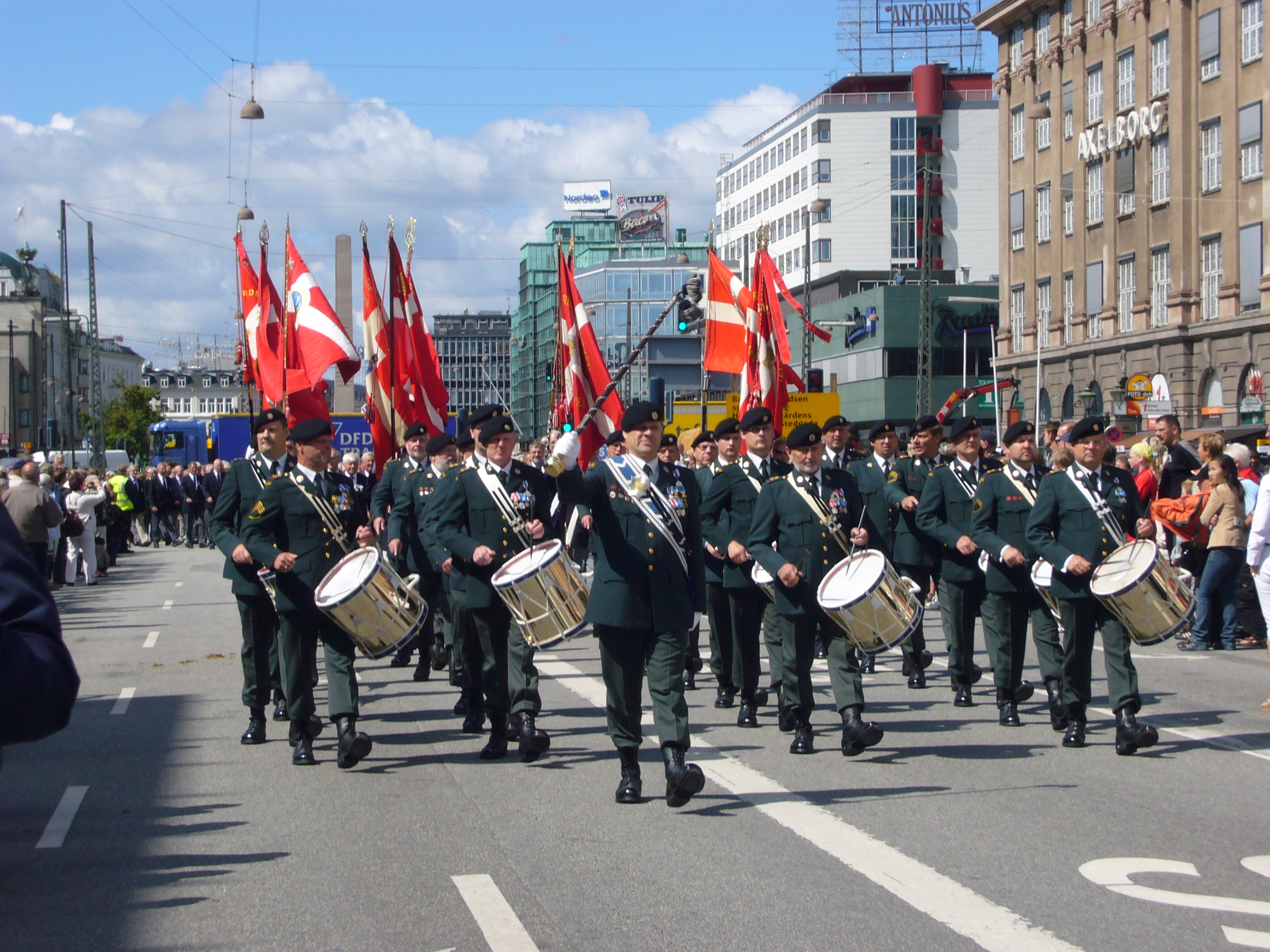
Livgardens Gamle Tambourer défilant dans les jardins de Tivoli à la caserne des Life Guards à Gothersgade le 30 juin 2008. En plus du tambour-major, l'effectif compte 28 tambours répartis en 12 tambours et 16 flûtes.

Les sources sur le développement de la musique militaire au Danemark sont rares, voire inexistantes. Il semble que la musique militaire ait toujours suscité très peu d'intérêt au Danemark, mais à la fin du XIXe siècle, un changement s'est opéré et, en 1890, le ministre de la Guerre a créé une "Commission de la musique" chargée d'« assister les autorités militaires dans toutes les questions musicales lorsqu'elles s'adressent à l'armée ou à la Commission ».

## Musique militaire au Luxembourg

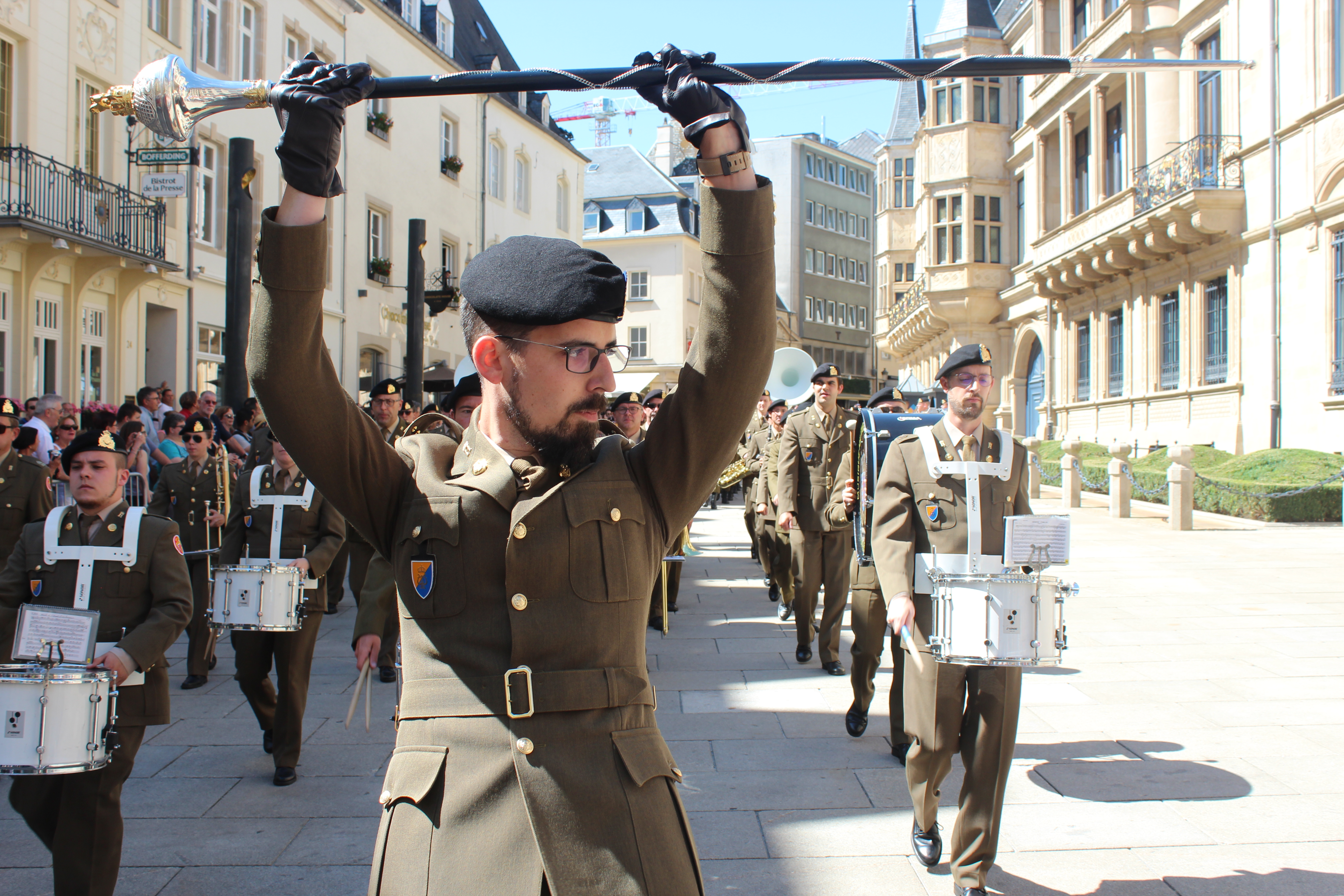
D'Militärmusek 2017.

Le Lëtzebuerger Militärmusek (en français : « Musique militaire grand-ducale ») est le seul corps de musique (fanfares et harmonies) du Luxembourg composé exclusivement de musiciens professionnels. Les musiques militaires et leur chef d'orchestre sont sous le commandement direct du chef de l'État-Major de l'Armée luxembourgeoise.

### Histoire
Depuis la création du Grand-Duché de Luxembourg en 1815 autour du Congrès de Vienne, le besoin d'une armée nationale s'est fait sentir. En raison de difficultés politiques, les premiers bataillons ont été créés en 1842. Le 29 décembre 1842, sous l'égide de Franz Ferdinand Hoebich, le premier bataillon, stationné à Echternach, a créé la Musique militaire luxembourgeoise. Depuis lors, ces 25 musiciens sont de plus en plus nombreux.
Au deuxième bataillon, stationné à Dikrech, la musique militaire a été fondée le 6 décembre 1847 sous l'égide de Jean-Antoine Zinnen, le compositeur du lëtzebuergescher Nationalhymn. En juin 1868, le deuxième bataillon a été transféré à la muséologie militaire juste après le troisième bataillon.
Les activités officielles de la Musique militaire comprennent des concerts pour les Grands Cœurs de la Haye et pour le gouvernement luxembourgeois lors de visites d'Etat et de réceptions. Les tâches militaires comprennent l'optrusion dans les défilés et les musiciens lors du défilé de la garde.

## Musique militaire en Russie

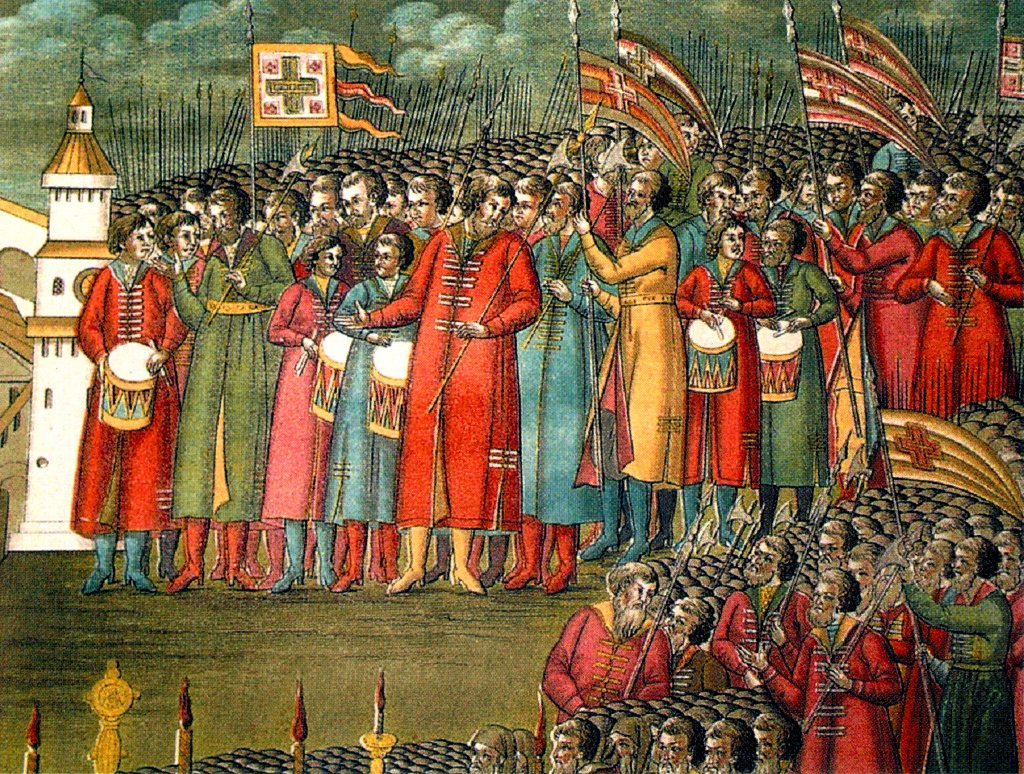
L'infanterie Streltsy, les musiciens sont représentés sur un dessin de 1672.

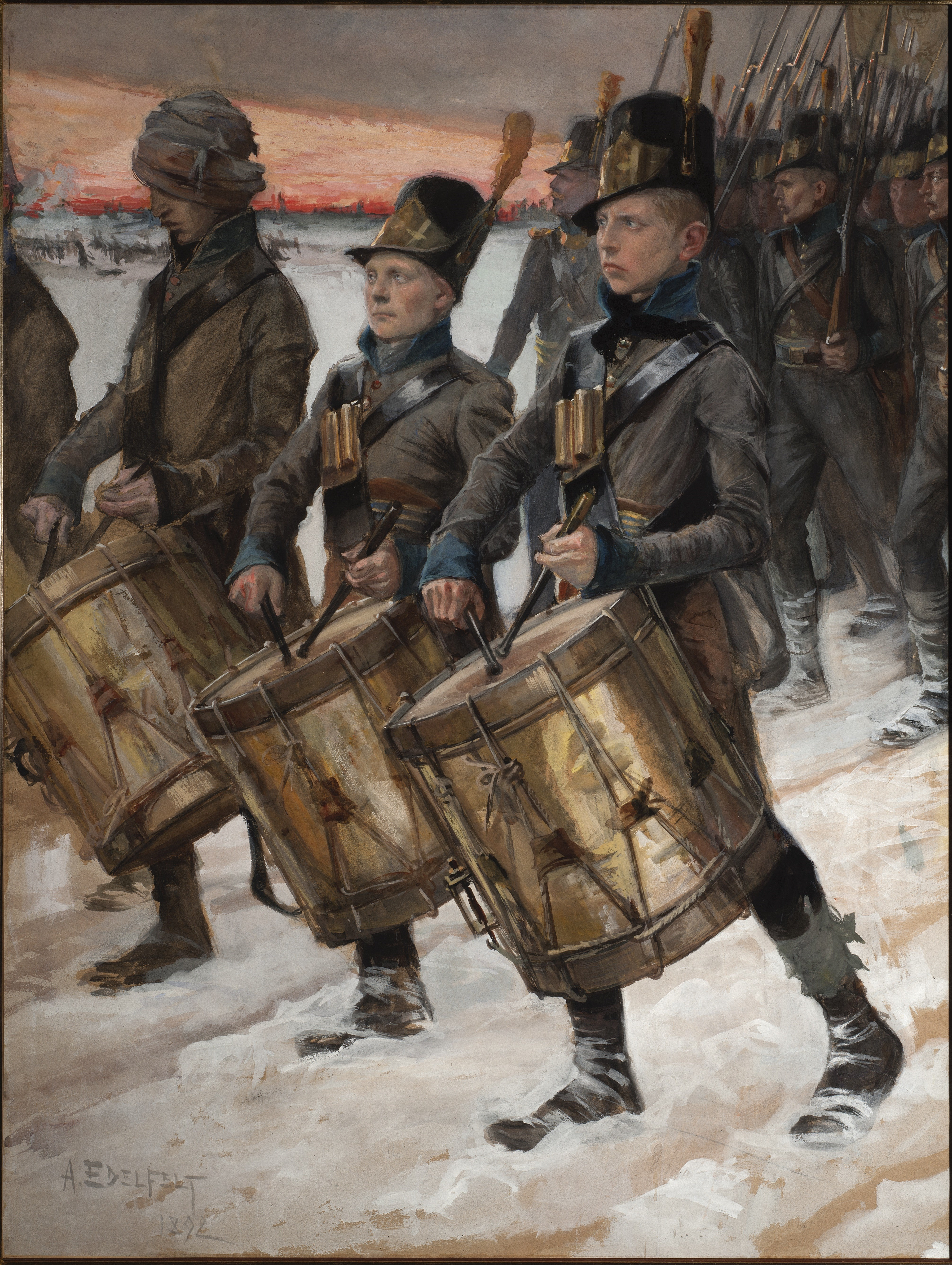
Des soldats finlandais dans la guerre russo-suédoise de 1808-1809, une peinture d'Albert Edelfelt.

La musique militaire est la musique qui sert au commandement militaire, à l'entraînement, à l'éducation militaire et esthétique des soldats et à l'éducation patriotique de tous les citoyens de l'état russe.

### Histoire
La musique militaire est mentionnée dans les chroniques russes du XIVe siècle. Au Moyen Âge, la musique militaire avec les troupes a été presque entièrement supprimée, car la cavalerie médiévale, couverte de plates, faisait un tel bruit dans ses mouvements qu'elle étouffait tous les instruments. À partir de la fin du XVe siècle, la musique militaire réapparaît.
À la fin du XIXe siècle, les forces armées de l'Empire russe de l'Empire russe disposaient de formations de musique militaire dans chaque Garde impériale russe et chaque régiment de fusiliers, d'infanterie et de  cavalerie de l'Armée impériale russe ainsi que dans d'autres unités sélectionnés:  troupes de tambours et de trompettes (dans la cavalerie - trompettes), pour les signaux de tous les commandements militaires. Les formations musicales étaient composées d'anciens conscrits, d'affranchis et, dans la Garde, d'élèves de l'école des soldats. Chaque régiment, équipage de la marine, ainsi que de nombreux bataillons avaient des orchestres dirigés par des Kapellmeisters.
Les tambours et les joueurs de cor devaient donner des signaux, afin d'aider à l'alignement de la cadence. Cependant, à la fin du XIXe siècle, en raison de l'abandon des tactiques de ligne de bataille et des tactiques de colonne, les tambours, les joueurs de cor et d'autres musiciens étaient utilisés comme officiers d'ordonnance au combat.
De nos jours, comme par le passé, la musique militaire est un élément important des rituels militaires.

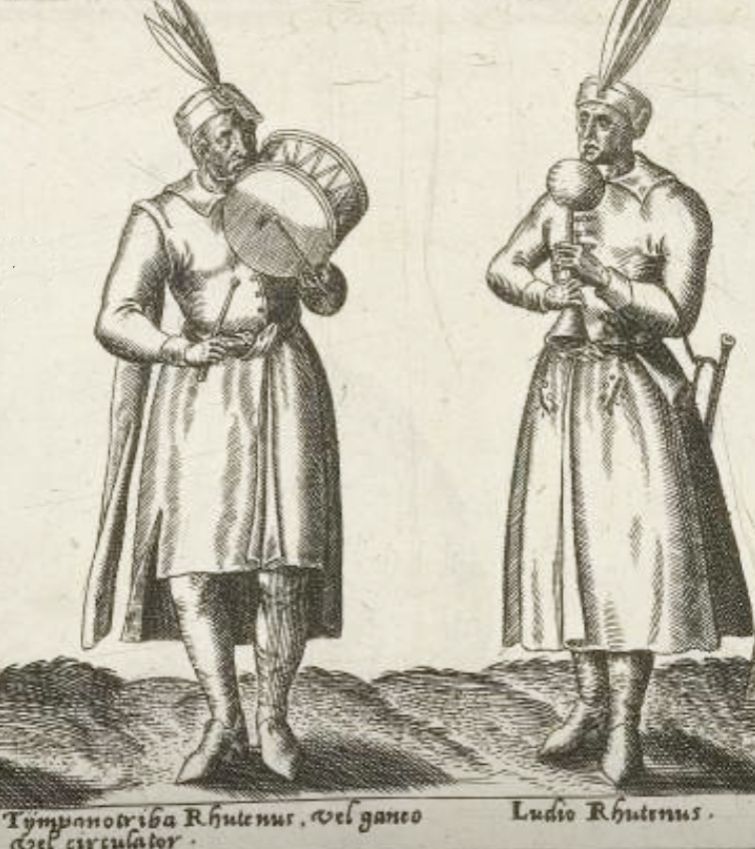
Rutheni (rusiniens) Batteur et Trompettiste, dessin tiré du livre de Pietro Bertelli, 1563.
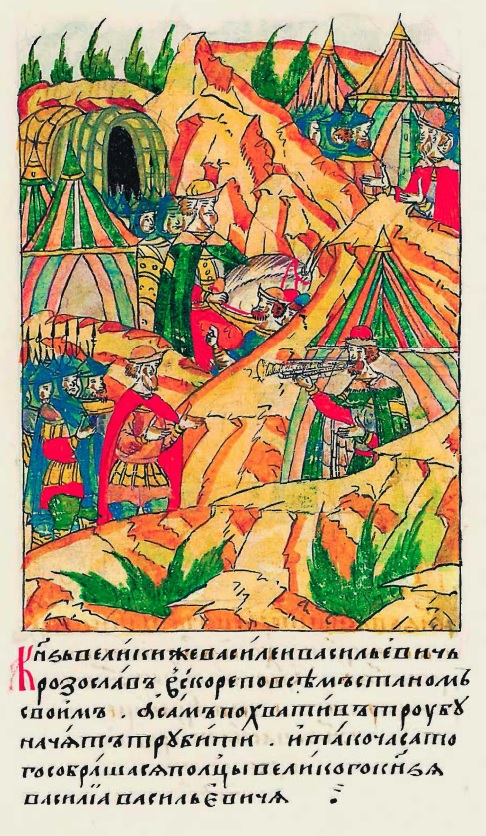
La voûte annalistique de Licevoj (XVIe siècle). Le grand prince Vasilii II le Ténébreux envoya des messagers à toutes ses stations, et lui-même prit une trompette et commença à en sonner : à cet instant-là, le régiment et le grand-duc Vassilii Vassilievitch furent rassemblés".
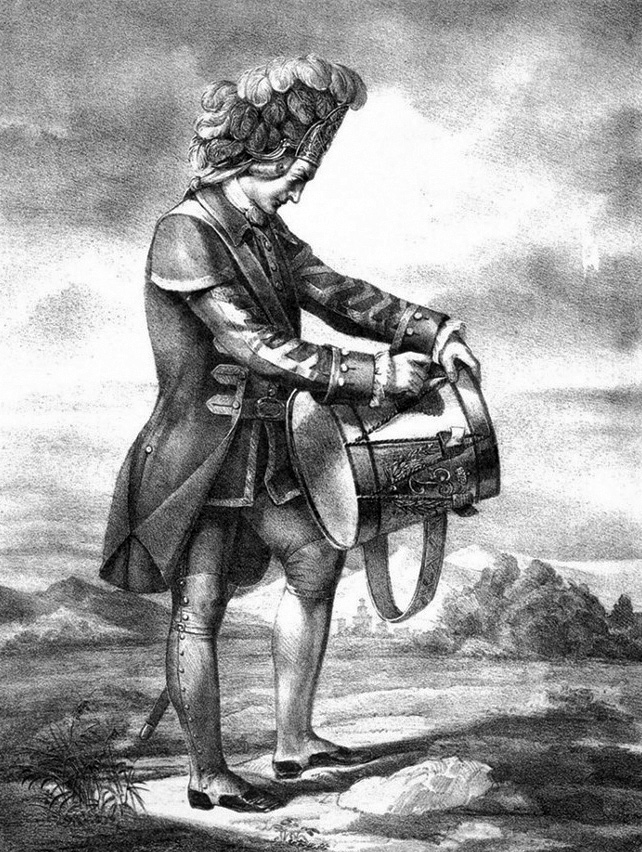
Tambour de la Compagnie Leib, de 1742 à 1762.
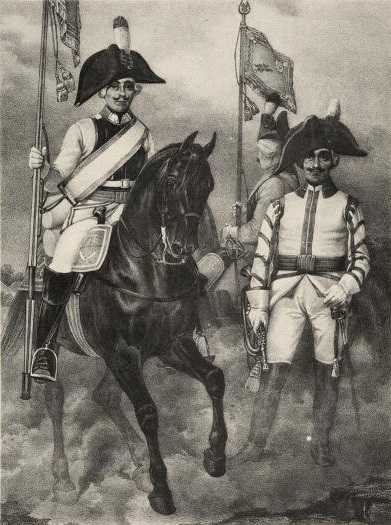
Junker porte-étendard du Yekaterinoslavskiy et Trompette du Régiment de Kazan Ciracy (trompette dans la main droite), 1797-1801.
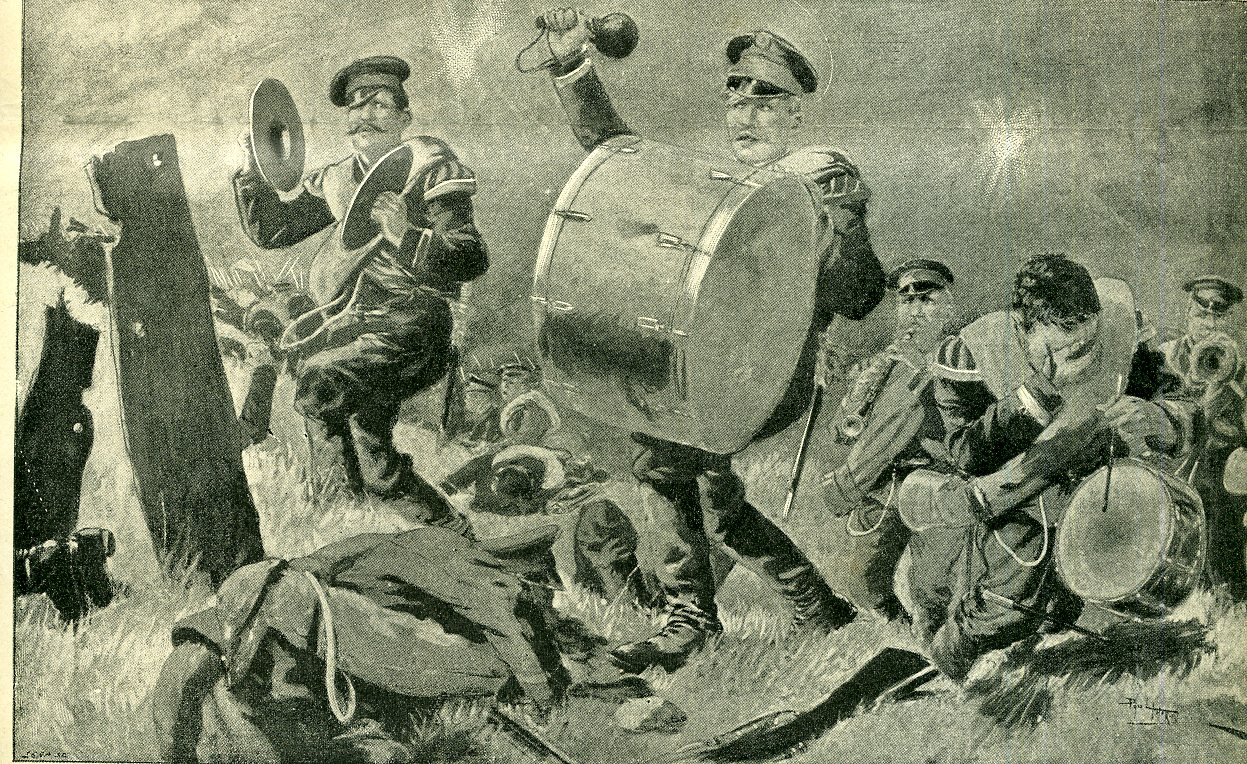
Bravoure des belligérants. Position d'attaque d'un régiment russe, les musiciens en tête.

## Musique militaire en Suède

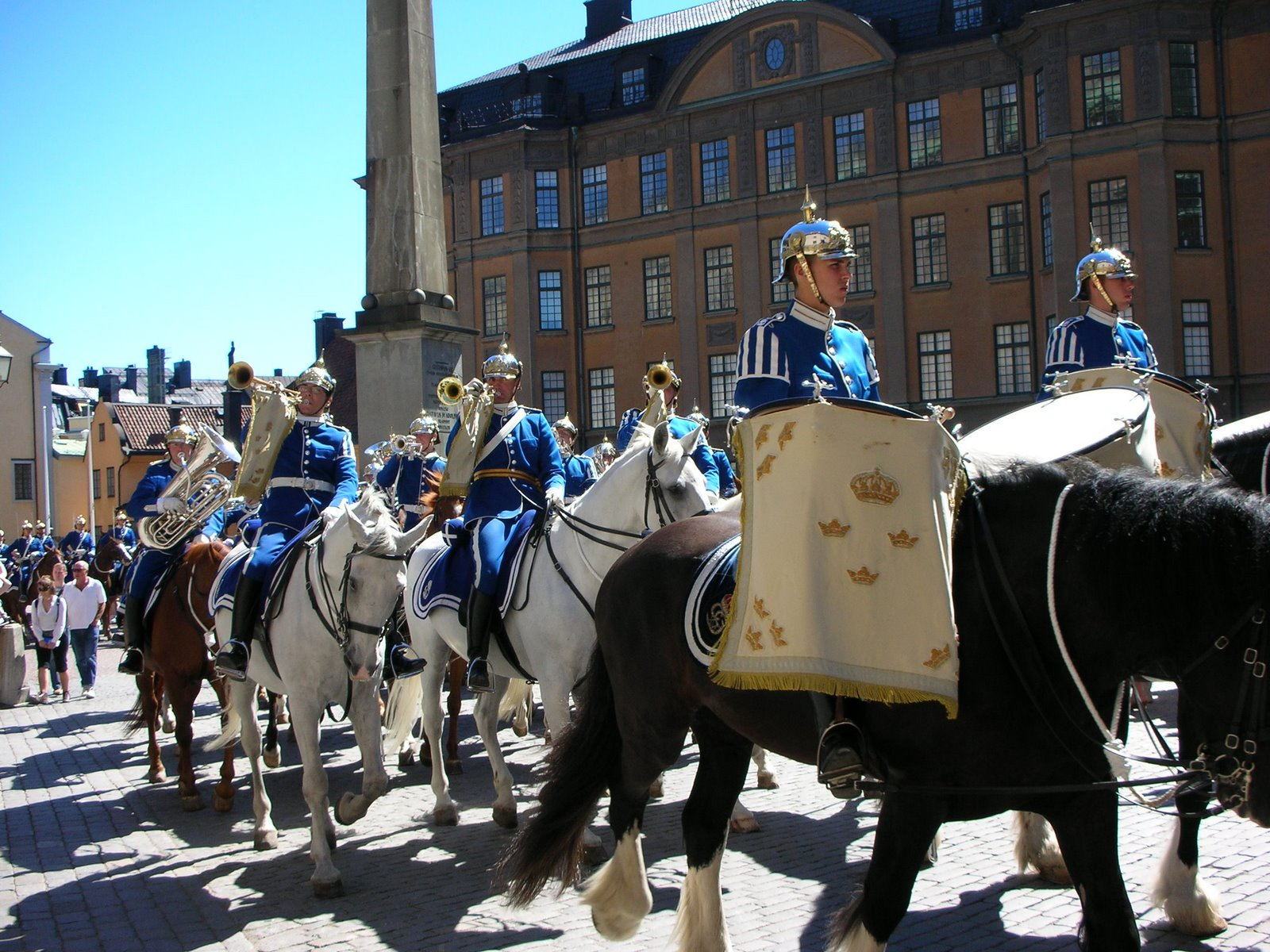
Livgardets dragonmusikkår défilant à Stockholm (2008).

La musique militaire en Suède a adopté les réformes d'instrumentation proposées par Wilhelm Wieprecht notamment pour le corps des trompettes et l'orchestre d'harmonie dans la deuxième moitié du XIXe siècle.
- Livgardets dragonmusikkår (de).

## Musique militaire au Canada

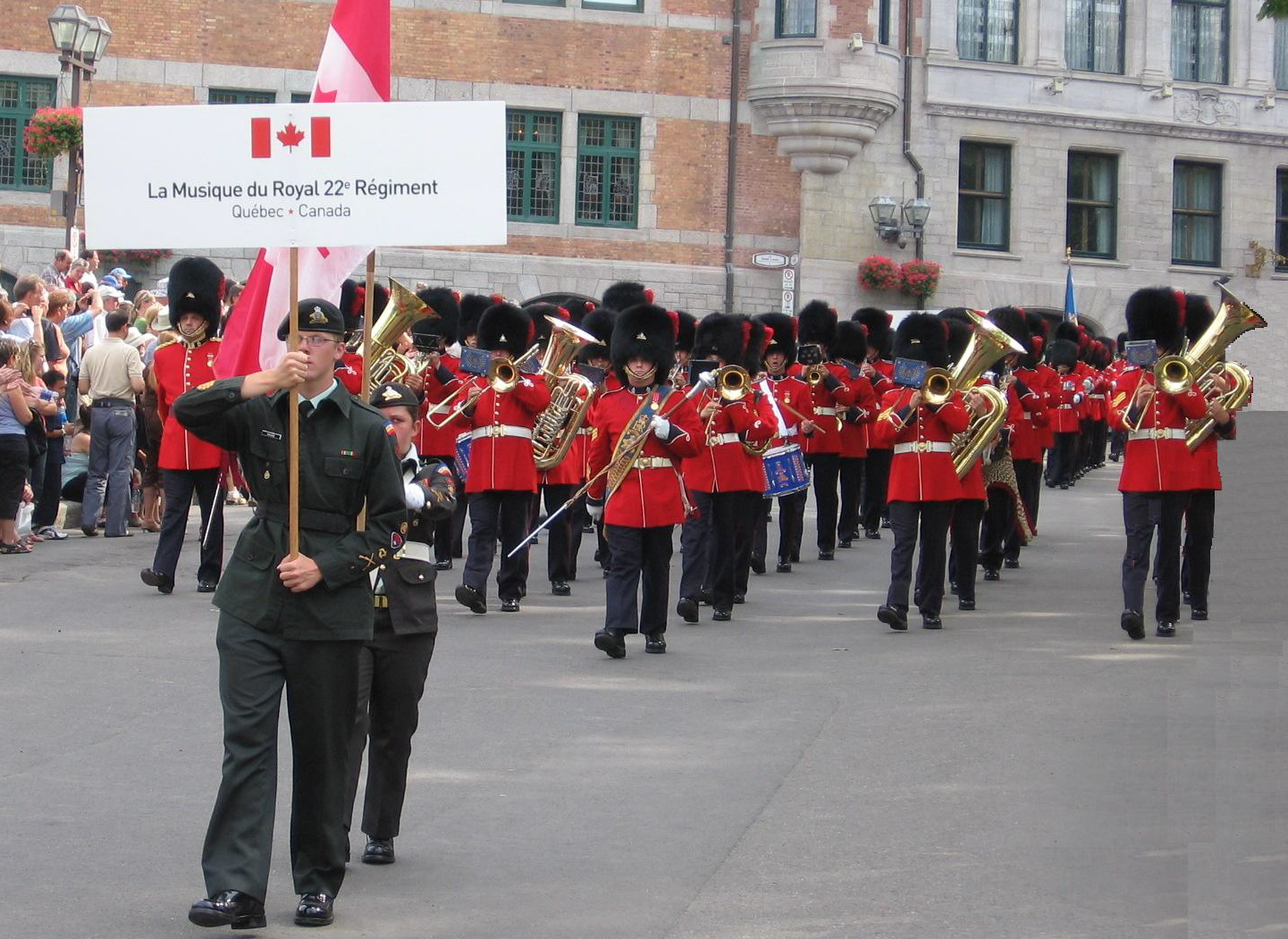
Musique du Royal 22e Régiment devant le château Frontenac à Québec
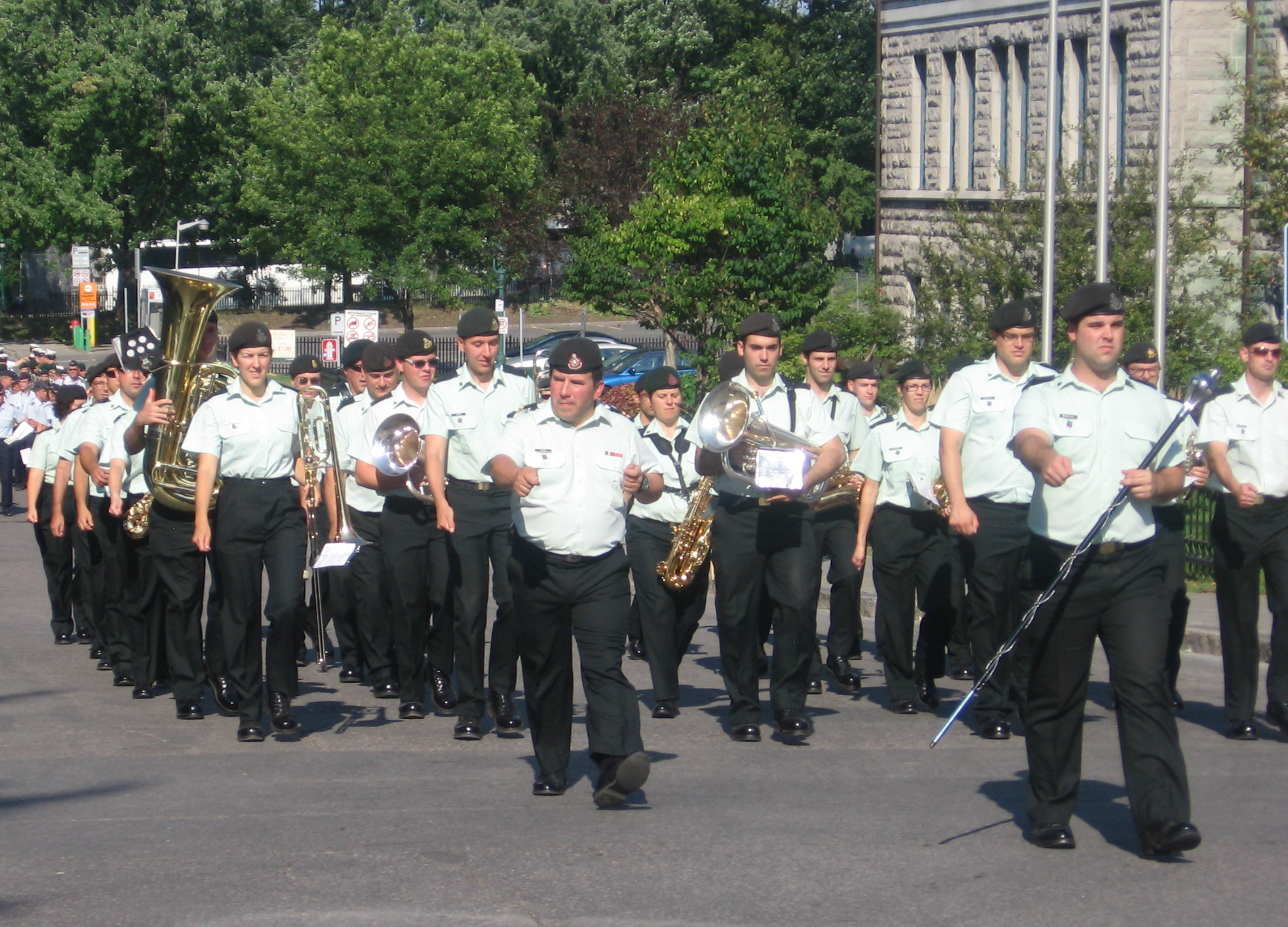
Les Voltigeurs de Québec jouant devant Manège militaire de Québec

Le Canada a une longue histoire de musique militaire. Durant la guerre de Sept Ans, la  Compagnie franche de la Marine jouait des airs de chansons anciennes. Au XIXe siècle, les Voltigeurs canadiens, créés lors de la guerre de 1812, jouaient l'air de Vive la Canadienne durant les parades militaires de l'époque. Le Royal 22e Régiment, créé au moment de la Première Guerre mondiale, avait également son groupe d'orchestre militaire.
Aujourd'hui à Québec, chaque année pendant une semaine en août, les orchestres militaires de plusieurs pays exécutent les airs de musiques militaires de leurs pays respectifs.
Répertoire
- Musique militaire cérémoniale et musique de marche militaire tel que l'hymne national et musique patriotique. Au Canada, l'hymne national fut composé par Calixa Lavallée

## Musique militaire en Asie

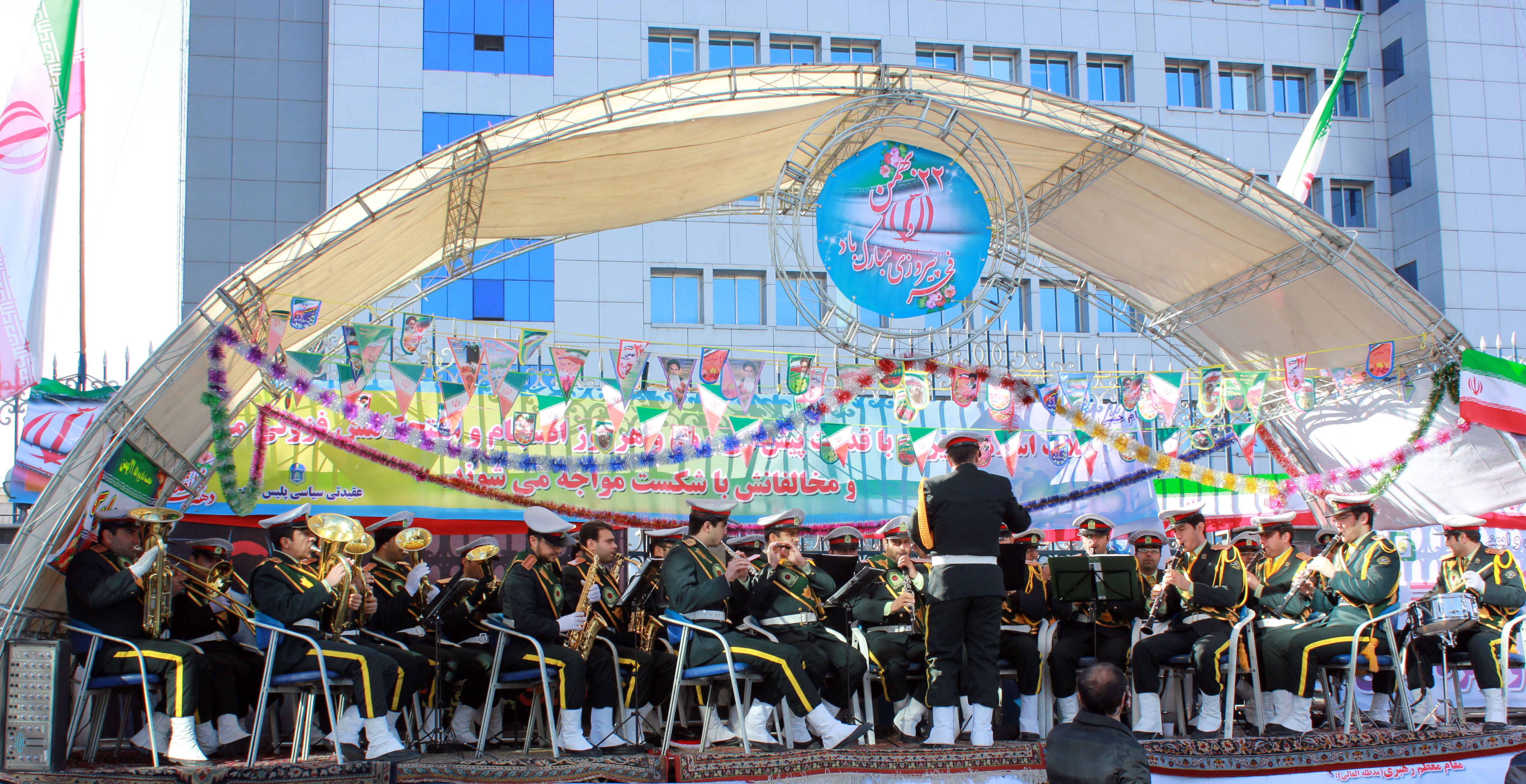
34e anniversaire de la Révolution iranienne
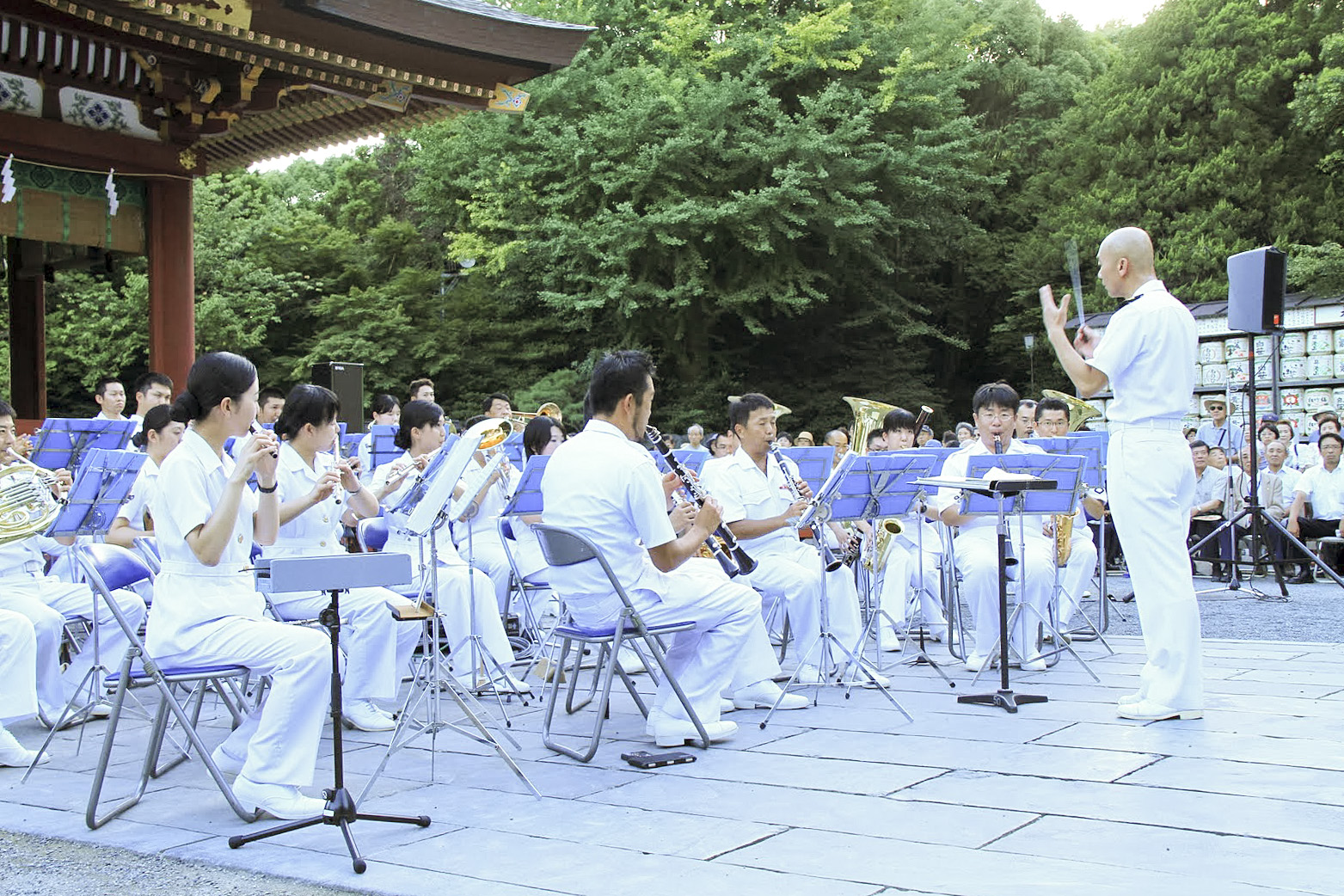
Orchestre de la force d’autodéfense japonaise de Yokosuka jouant à Tsurugaoka Hachiman-gū
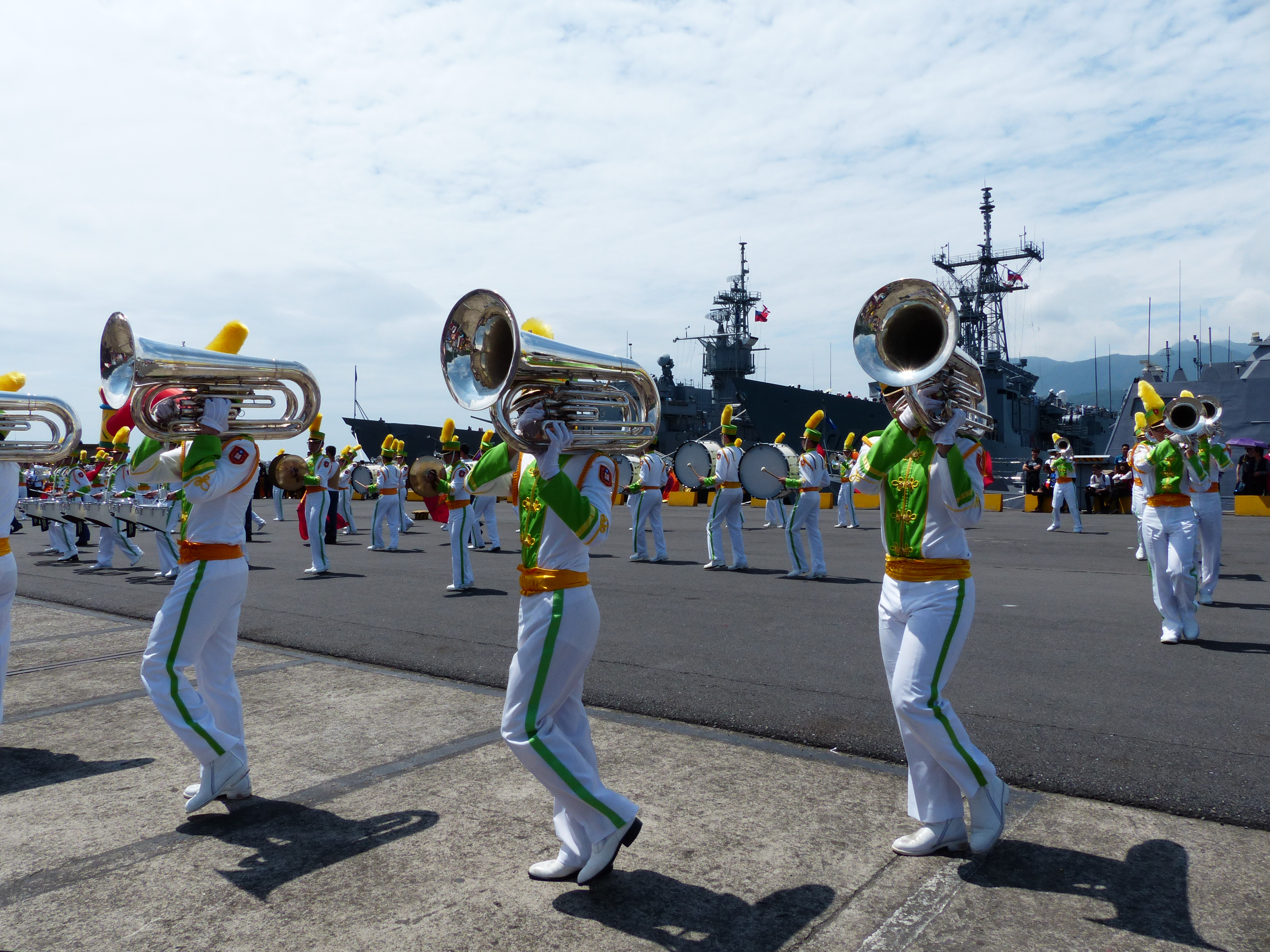
Fanfare de l’Army Academy R.O.C. de Taiwan

## Musique militaire en Afrique

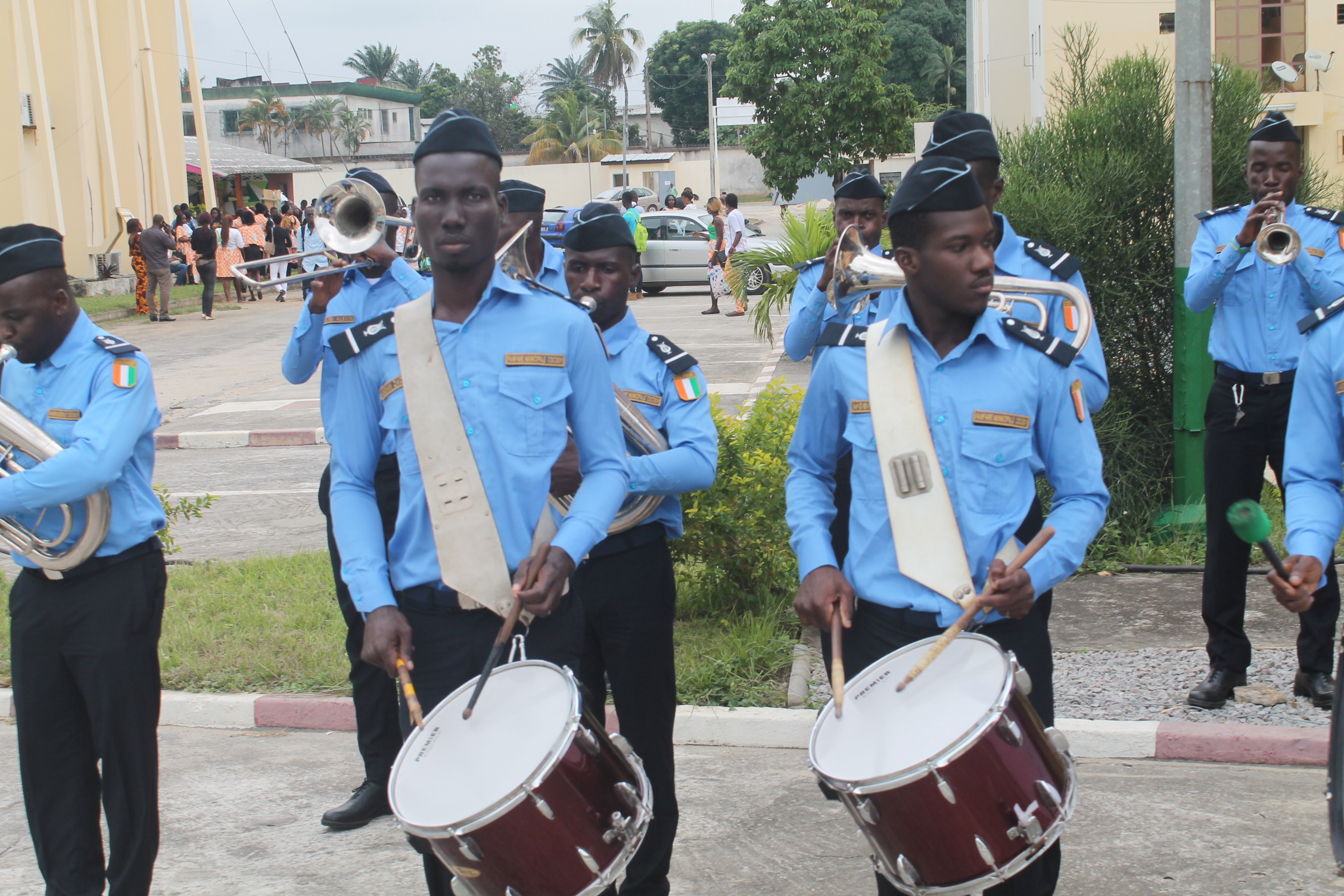
Fanfare de la police municipale ivoirienne à Abidjan
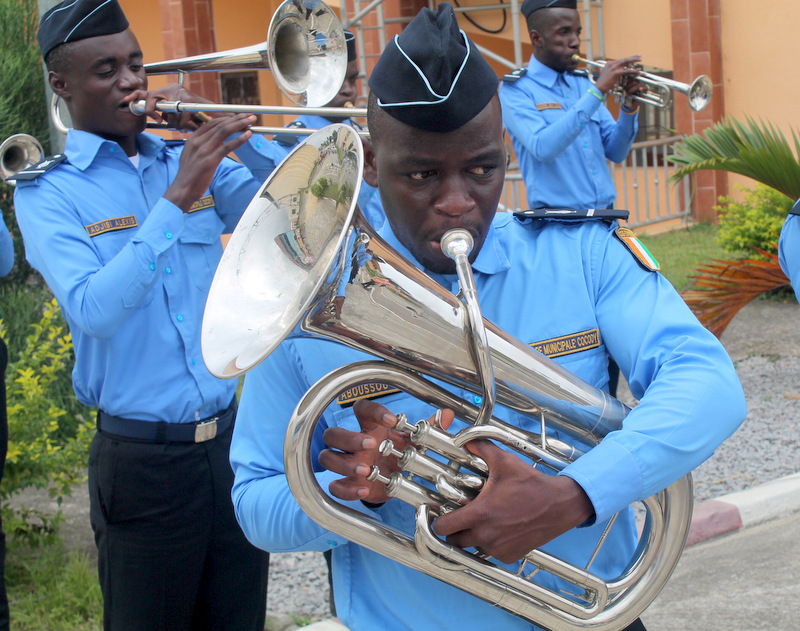
Fanfare de la police municipale ivoirienne à Abidjan
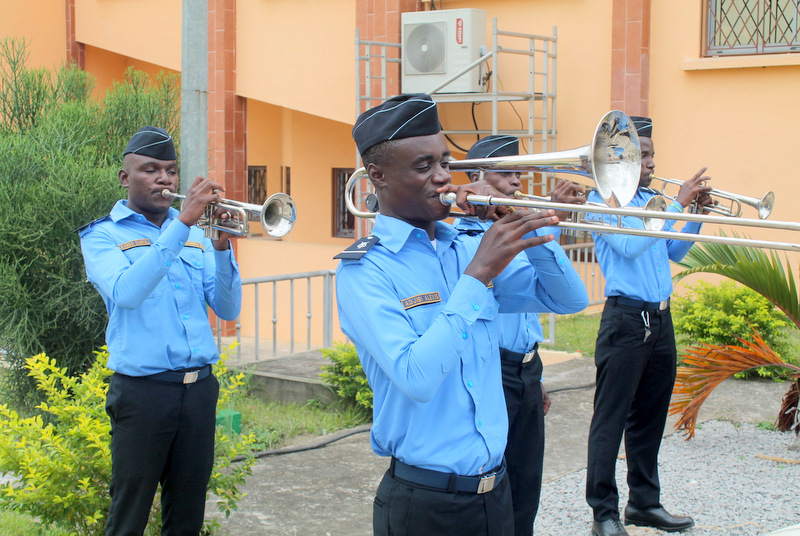
Fanfare de la police municipale ivoirienne à Abidjan

## Galerie

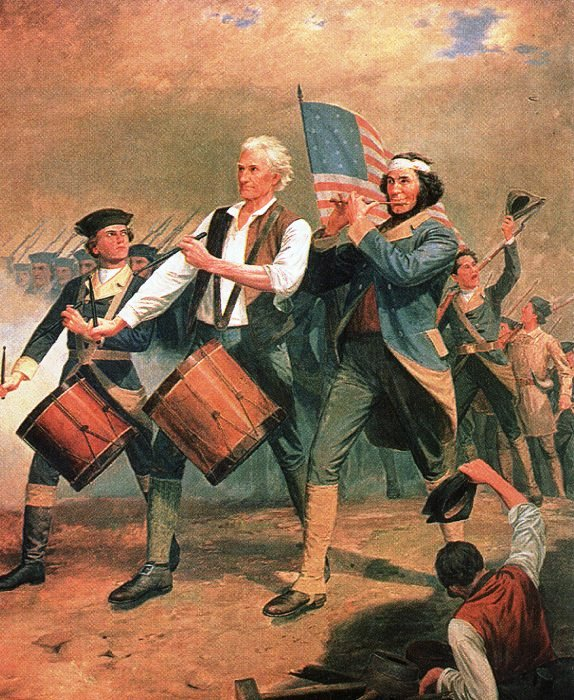
Peinture The Spirit of '76 par Archibald Willard, 1875, avec des fifres et des tambours.

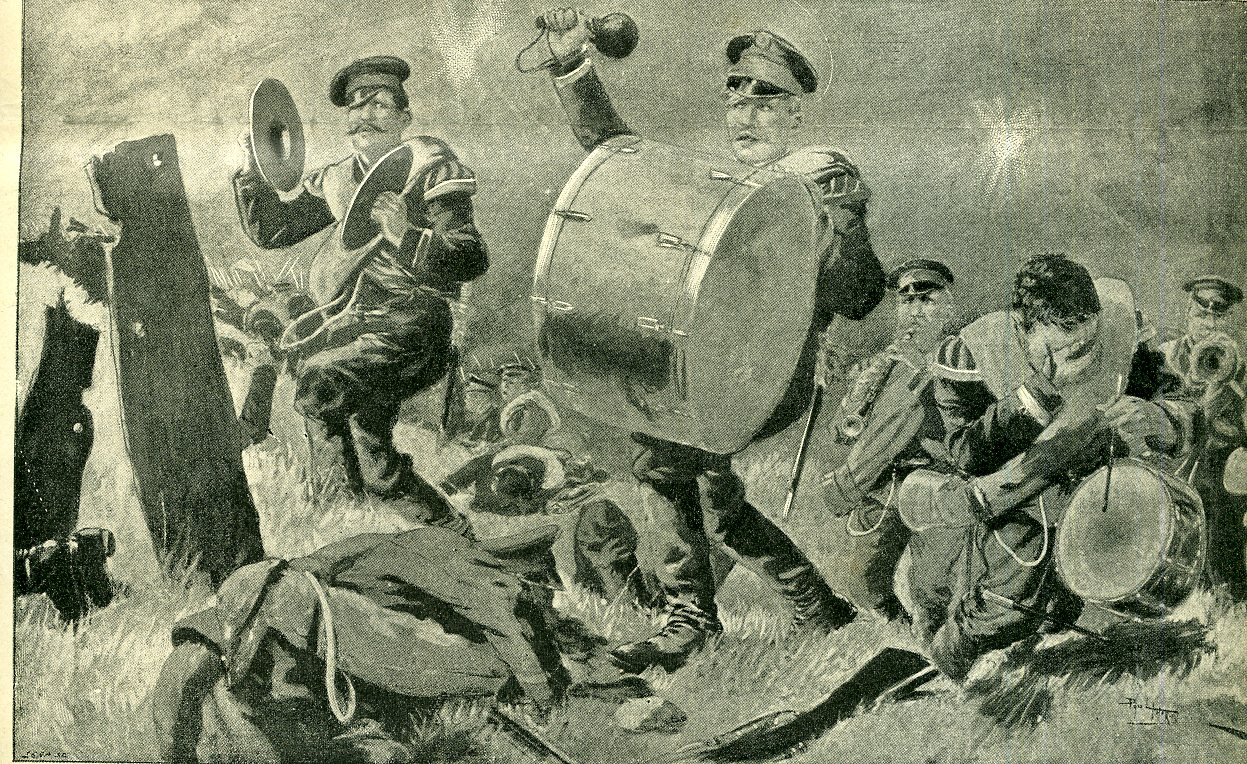
La bravoure des belligérants. Attaque d'une position par un régiment russe, musique en tête, 1904.

Un joueur de cornemuse mène une avancée lors de l'opération Epsom, le 26 juin 1944.

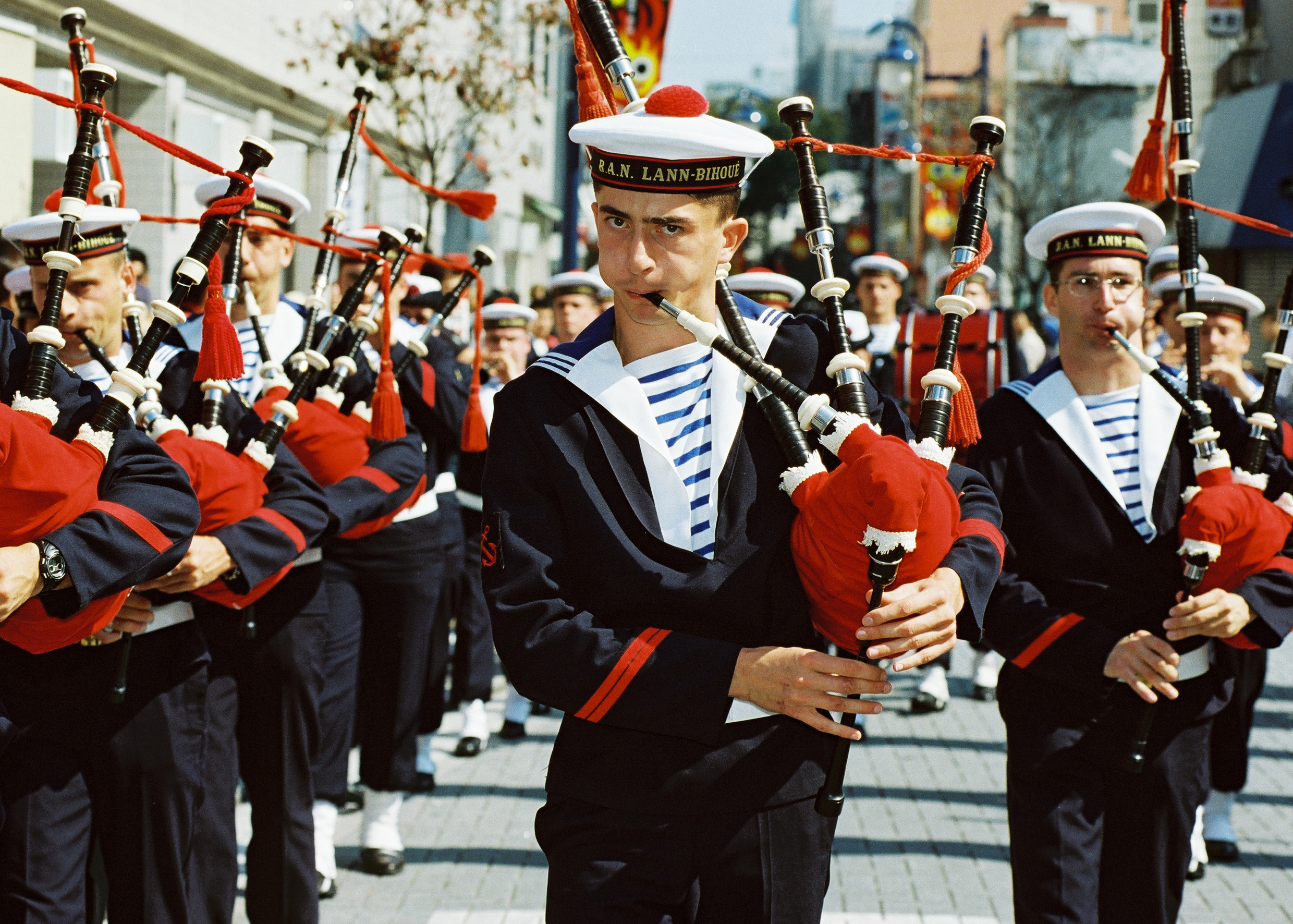
Défilé du bagad de Lann-Bihoué, armée française, 2008.